# Carl von Linné
För andra betydelser, se Linné (olika betydelser) eller Linnaeus (olika betydelser).
Carl von Linné (fil) (före adlandet 1757 Carl Linnæus, Carolus Linnæus), född 13 maj 1707 i Råshult, Stenbrohults socken, Småland, död 10 januari 1778 i Uppsala, var en svensk botaniker, läkare, geolog och zoolog som lade grunden till den moderna nomenklaturen inom biologin och den moderna systematiken, som grupperar växter och djur. Många av hans skrifter publicerades på latin, och därför återges hans latinska namn som Carolus Linnæus (Carolus a Linné efter 1761). 
Linné föddes på den småländska landsbygden. Han fick den mesta av sin högre utbildning från Uppsala universitet, där han började föreläsa i botanik 1730. Mellan 1735 och 1738 vistades han i Nederländerna för att studera vidare. År 1735 blev han medicine doktor i Harderwijk. Under största delen av vistelsen i Nederländerna tjänstgjorde han som läkare vid Hartecamp, nära Haarlem med George Clifford III som mecenat.
Han gav ut den första upplagan av Systema Naturae i Nederländerna. Linné återvände sedan till Sverige. 1738–1741 arbetade han som praktiserande läkare i Stockholm. I juni 1739 grundade han tillsammans med fem andra vetenskapsmän Kungliga Vetenskapsakademien. 1741–1778 verkade han som professor i medicin och botanik vid Uppsala universitet.
På 1740-talet skickades Linné ut på flera resor genom landet för att samla och klassificera växter och djur. På 1750- och 60-talen fortsatte han att samla in och klassificera djur, växter och mineraler samtidigt som han gav ut många skrifter.
Linnés vetenskapliga arbeten anses ha bidragit till den moderna ekologins grundläggande. Vid tidpunkten för sin död hade han blivit en av Europas mest hyllade vetenskapsmän. Han kallas för den moderna taxonomins fader. Huvuddelen av Linnés herbarium finns bevarat vid Linnean Society i London.
Inom botaniken används auktorsförkortningen "L." för att markera Linné som artnamnens auktor. I äldre publikationer kan ibland förkortningen "Linn." hittas. Linnés kvarlevor är lektotyp för arten Homo sapiens, enligt International Code of Zoological Nomenclature, eftersom Linnés beskrivning av arten baserades på honom själv.

## Barndom

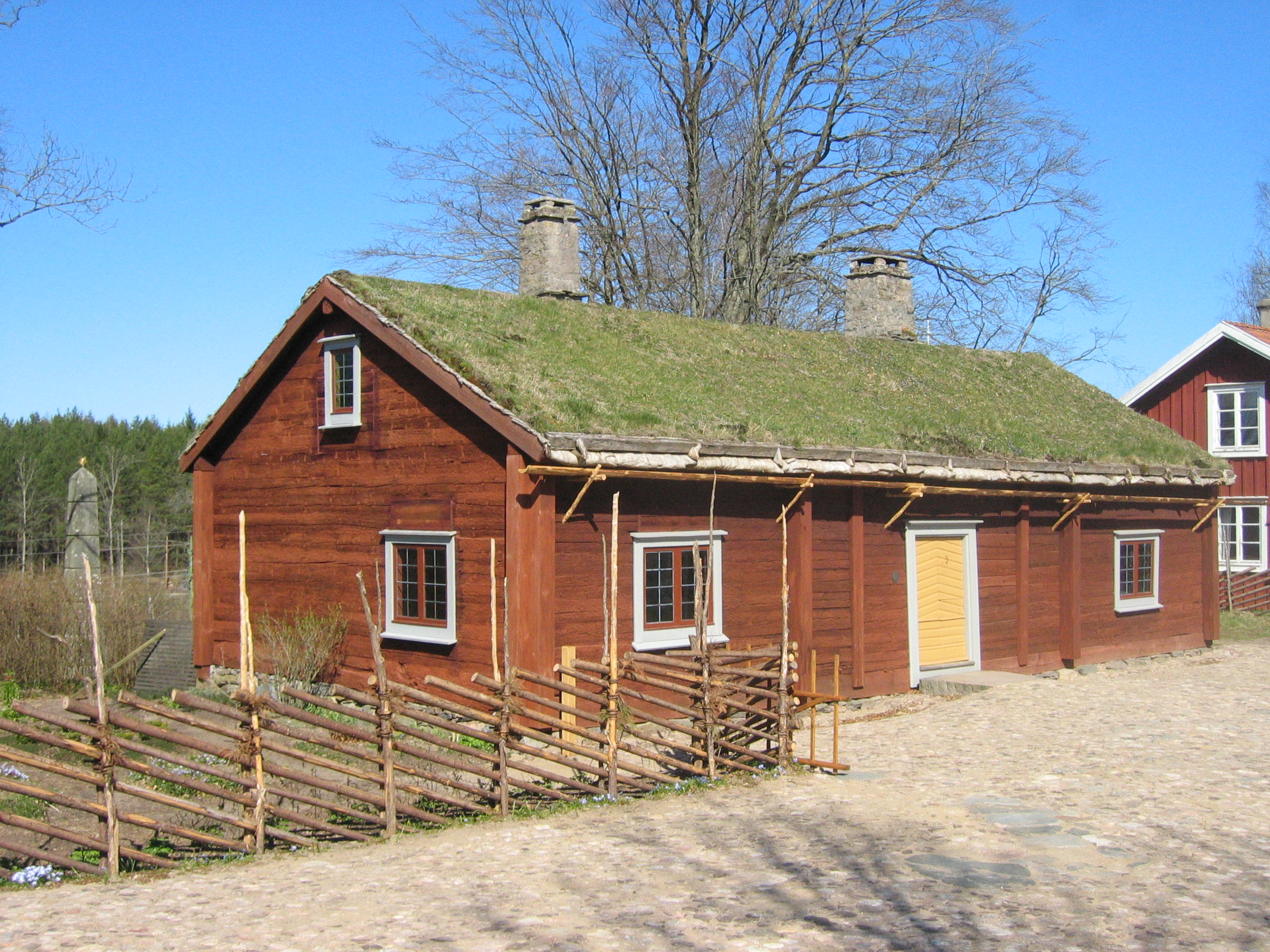
Linnés födelseplats, Råshult

Linné föddes den 13 maj 1707 i komministergården Råshult, i Stenbrohults socken i Småland, som äldste son till komministern och sedermera kyrkoherden, Nils Linnaeus, född som Nils Ingemarsson, (1674–1748) och Christina Brodersonia (1688–1733). 
Hans syskon hette Anna Maria Linnæa, Sofia Juliana Linnæa och Samuel Linnæus, och Emerentia Linnæa.
På faderns sida bestod släkten av en rad bönder och präster, och Nils var amatörbotaniker och komminister i Stenbrohult. Christina var dotter till socknens kyrkoherde Samuel Broderzonius. Linnés mormors farmor, Johanne Pedersdotter, blev bränd som häxa i Stavanger. Ett år efter att Linné föddes dog hans morfar Samuel Broderzonius, och hans far efterträdde honom då som kyrkoherde. Familjen flyttade till Stenbrohults prästgård, där den yngre brodern Samuel Linnaeus föddes 1718. 
Från tidig ålder visade Linné upp ett intresse för växter, i synnerhet blommor. Han lärde sig snabbt namnen på trädgårdsväxterna och fick snart sitt eget stycke jord av sin far, där han kunde odla.
Samtalen mellan far och son kretsade ofta kring skötseln av familjens trädgård, som var bland de främsta i Småland. Deras relation var varm och förtrolig. Linné berättar om sig själv, att "när gossen war otålig och på intet annat sätt blidkas kunne, töstnade han strax, så snart man gaf honom en blomma i handen". 
Linné säger om trädgården, som innehöll mängder av utländska växter, att den "med modersmjölken inflammerat min håg med outsinlig kärlek till örterna". 
Linné föddes i en tid då det var förhållandevis vanligt att inte ha efternamn. Fadern hette ursprungligen Nils Ingemarsson, där Ingemarsson var ett patronymikon och inte något släktnamn. Det var också vanligt att den som studerade till präst tog sig ett finare namn, exempelvis ett namn som lät latinskt. Två av faderns morbröder var enkla bondsöner, och när de började studera till präster tog de sig namnet Tiliander, inspirerade av en stor lind som växte på gränsen till gården där de växt upp i Jonsboda i Vittaryds socken i Småland. Lind på latin heter Tilia. När Linnés far skulle läsa till präst följde han sina släktingars exempel och tog sitt namn efter linden på gården men valde att latinisera det svenska ordet lind och göra om det till Linnæus. Sonens Carls namn blev därmed Carl Nilsson Linnæus.

## Tidig utbildning
Fadern lärde tidigt den unge Linné religion, geografi samt grundläggande latin. När Linné var sju år gammal anställdes en informator. Föräldrarnas val föll på kavalleristsonen Johan Telander. Linné tyckte inte om honom. I en självbiografi skriver han att Telander “var mer ämnad för att utplåna ett barns talanger, än att utveckla dem”.
Efter två års privatundervisning skickades han till trivialskolan i Växjö 1716. Hellre än att studera tog han sig ut till landsbygden för att leta växter. När han var femton nådde han den nedre rektorsklassen. Skolans botanikintresserade rektor, Daniel Lannerus, introducerade honom till läraren och provinsialläkaren Johan Rothman. Även Rothman var botaniker och breddade Linnés intresse för botanik samt väckte hans intresse för medicin.
Vid sjutton års ålder var Linné väl bevandrad i den samtida botaniska litteraturen. Böcker som han ”dag och natt läste, att han dem på sina fingrar kunde” inkluderar ”Arvidh Månssons Rydaholm örta-book, Tillandz' Flora Åboensis, Palmberg Serta Florea Suecana, Bromelii Chloros Gothica och Rudbeckii Hortus Upsaliensis.”
Linné började i Växjö katedralskola 1724, där han läste grekiska, hebreiska, teologi och matematik enligt ett schema tänkt att förbereda eleverna inför kommande prästtjänst. Under sitt sista gymnasieår besökte Linnés far skolan för att fråga hur det låg till med studierna och till hans förskräckelse uttryckte de flesta att han aldrig skulle kunna studera vidare. Rothman var däremot av motsatt åsikt, när han förutspådde att Linné kunde ha framgång inom det medicinska fältet. Doktorn erbjöd Linné att bo med hans familj i sitt hem i Växjö samt undervisa honom i fysiologi och botanik. Hans far accepterade erbjudandet. Linné var rankad som nummer 11 av 17 elever när han tog examen.

## Universitetsstudier

### Lund

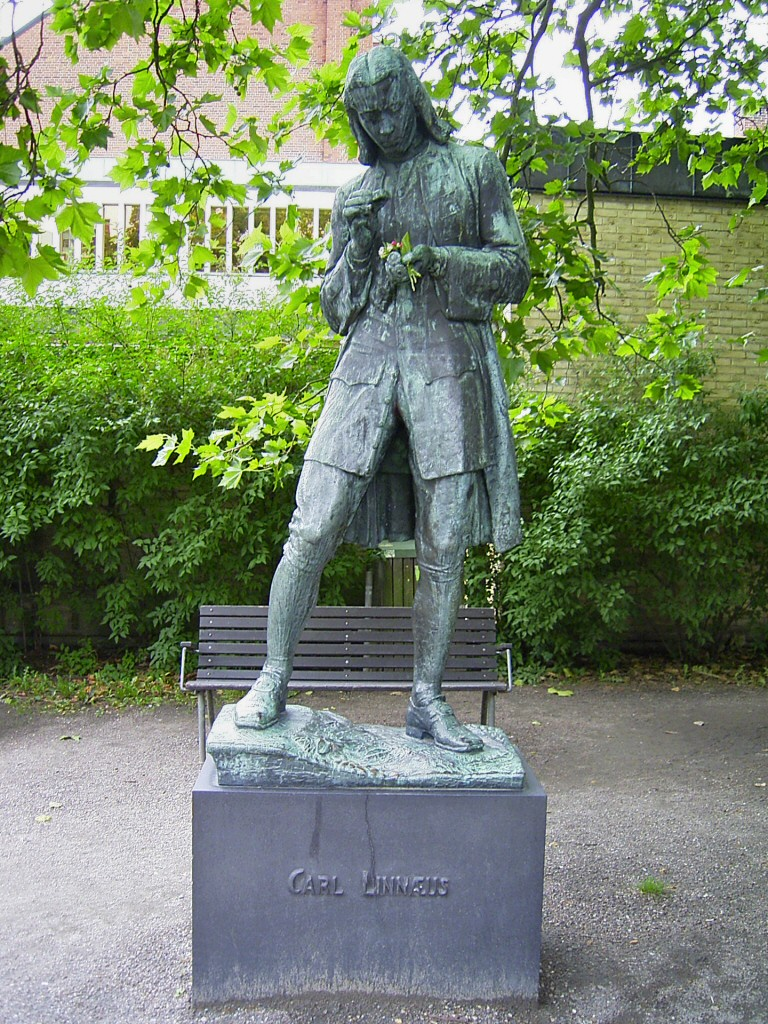
Staty över studenten Linné vid stadsbiblioteket i Lund, av Ansgar Almquist

Rothman lärde Linné att klassificera växter enligt Tourneforts indelning. Linné undervisades också i växternas sexuella reproduktion efter Sébastien Vaillants modell. 1727, vid 21 års ålder, skrev Linné in sig vid Lunds universitet under namnet Carolus Linnaeus, en latiniserad form av sitt namn som han senare kom att använda för sina publikationer på latin. Med sig har han ett intyg från sin förra rektor där Linné beskrivs som ”gudfruktig” och ”begåvad”.
Naturvetaren, läkaren och historikern professor Kilian Stobæus gav Linné handledning och husrum samt fri tillgång till sitt omfattande botaniska bibliotek. Han gav dessutom den unge studenten fritt tillträde till sina lektioner. På sin fritid utforskade Linné Skånes flora tillsammans med de studenter som delade samma intresse.

### Uppsala
I augusti 1728 bestämde sig Linné för att byta till Uppsala universitet på inrådan av Rothman, som menade att det skulle vara det bästa valet om Linné skulle vilja läsa både medicin och botanik. Rothman baserade sin rekommendation på två professorer verksamma vid medicinska fakulteten i Uppsala: Olof Rudbeck den yngre och Lars Roberg. Rudbeck och Roberg var utan tvekan bra professorer, men båda var gamla och inte särskilt intresserade av att undervisa. Rudbeck gav inte längre öppna föreläsningar och lät andra vikariera för honom. Universitetets medicinundervisning var sedan länge eftersatt.
Ett välkommet tillfälle att utvidga sina kunskaper i anatomi erbjöd sig för honom på nyåret 1729, då han i Stockholm fick närvara vid "en anatomia på en upphängd kvinnesperson", en för den tiden ganska ovanlig tilldragelse. Sex medlemmar av Collegium medicum höll med ledning av detta åskådningsmaterial varsin föreläsning om olika anatomiska ämnen, och Linné bevistade dem med stort intresse. Men vistelsen i Stockholm tärde på hans knappa kassa till den grad att han efter återkomsten till Uppsala började lida verklig nöd. Om detta berättar han närmare i sin levnadsbeskrivning: "Linnæus måste sätta sig i skuld för maten och hade icke penningar till att sula sina skor utan måste gå på bara foten med något papper, som han hade i skon."
Snart kom emellertid vändningen. I den gamla akademiträdgården – som innan den till större del brann upp 1702 hade skötts av far och son Rudbeck – mötte Linné en ny välgörare i Olof Celsius, som då var professor i teologi och en välbärgad amatörbotaniker. Efter att ha imponerats av den unge studentens botanikkunskaper erbjöd han honom fri kost och logi hemma hos sig, och gav honom tillgång till sitt privata botaniska bibliotek, som vid denna tid var ett av de mest omfattande i Sverige.
Linné skrev 1729 uppsatsen Praeludia Sponsaliorum Plantarum, som handlade om växternas sexuella reproduktion. Detta tilldrog Rudbecks uppmärksamhet, och i maj 1730 handplockades Linné som föreläsare på universitetet, trots att han bara var andraårsstudent. Hans föreläsningar blev populära och kunde oftast dra skaror på 300 personer. Vänskapen med Celsius avtog inte och de fortsatte åka på många botaniska exkursioner.
I juni flyttade Linné hem till Rudbeck för att ge hemundervisning till tre av dennes barn. Under vintern som följde började Linné ifrågasätta Tourneforts klassifikationssystem och bestämde sig för att skapa ett eget. Hans strategi var att dela upp växterna efter antal ståndare och pistiller. Han påbörjade ett flertal böcker, Genera Plantarum och Critica Botanica, bland andra. Han skrev också en bok om de växter (Adonis Uplandicus) som fanns i Uppsalas botaniska trädgård.
En medarbetare till Rudbeck, Nils Rosén, återvände till universitet i mars 1731, efter att ha doktorerat i medicin utomlands. Rosén började då föreläsa i anatomi och försökte även ta över Linnés botanikföreläsningar, men det satte Rudbeck stopp för. Fram till december gav Rosén Linné privatundervisning i medicin.
Samma månad blev Linné tvungen att flytta ifrån sin professors hem på grund av “meningsskiljaktigheter” med Rudbecks hustru. På julen återvände Linné till sitt barndomshem i Stenbrohult för första gången på cirka tre år. Hans mor såg det som ett misslyckande att han inte studerade till präst, men gladde sig åt att han undervisade på universitetet.

## Resa till Lappland

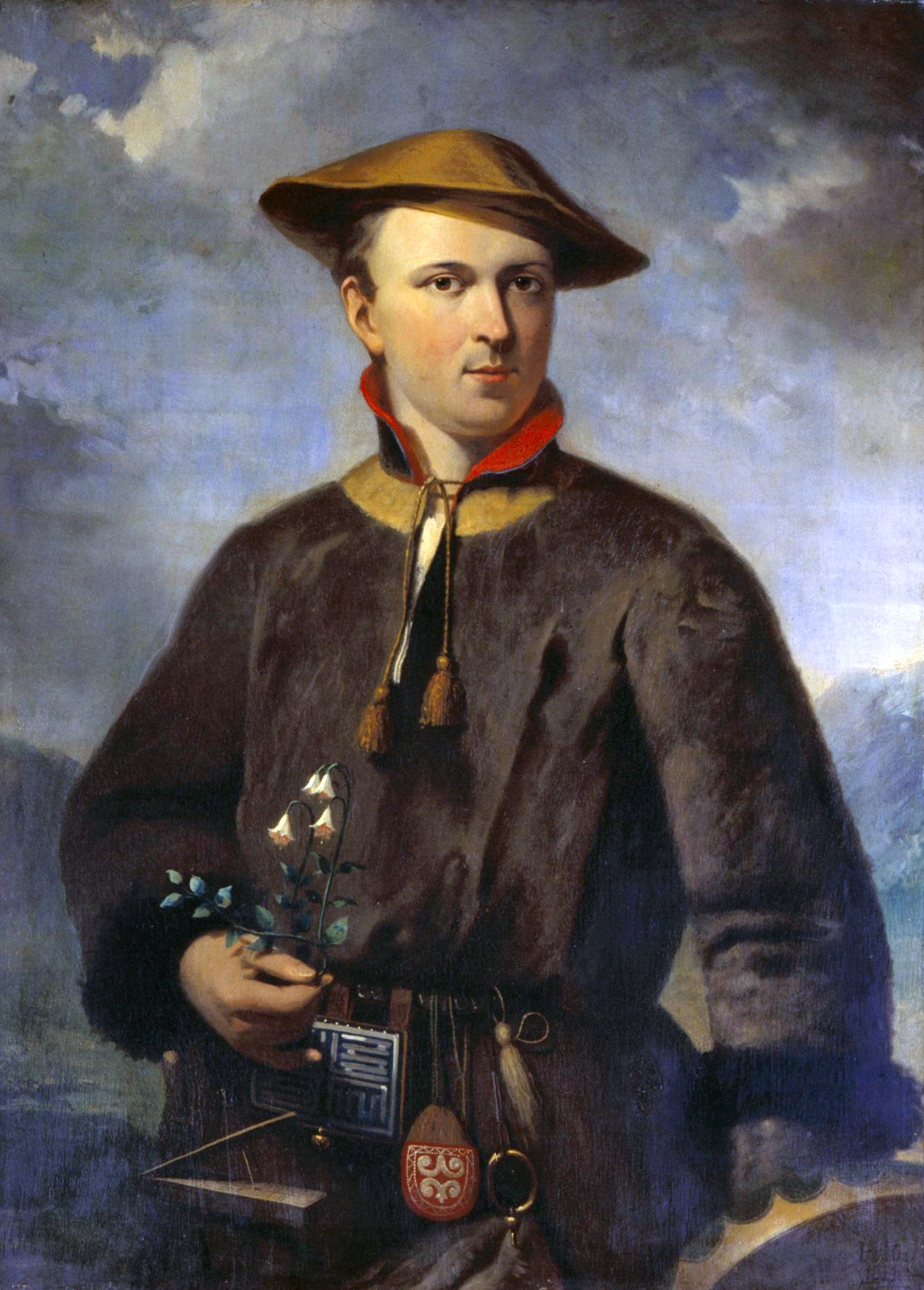
Linné i sin kolt efter resan i Lappland.
Målningen är en kopia från 1853 av Hendrik Hollander efter ett verk av Martinus Hofman målad 1737 i närheten av Haarlem i Noord-Holland. I handen håller Linné blomman Linnaea borealis som namngivits efter honom.

Olof Rudbeck den yngre hade tidigare gjort en expedition till Lappland år 1695, men de detaljerade resultaten hade gått förlorade i en brand 1702. Linné hoppades finna nya växter, djur och möjligen värdefulla mineraler. Han var också nyfiken på sedvänjorna hos lokalbefolkningen, samerna. I april 1732 tilldelades Linné anslag från Kungliga Vetenskaps-Societeten i Uppsala för sin resa, som han inledde den 12 maj 1732, vid nära 25 års ålder. Han reste med häst och till fots och med sig hade han sin journal, botaniska och ornitologiska manuskript och papper för att pressa växter.
Det tog Linné elva dagar för att nå Umeå via Gävle (nära Gävle hittade han stora mängder av blomman Campanula serpyllifolia, senare känd som Linnaea borealis, som skulle bli hans favorit). Han steg ibland ned från hästen för att undersöka en blomma eller en sten, och var särskilt intresserad av mossor och lavar, de senare en viktig del av renens diet.
Linné reste medurs längs Bottenvikens kust med ett par större avstickare till Norrlands inland från Umeå, Luleå och Torneå. Efter sex månader och över 2 000 kilometers resväg kom han tillbaka till Uppsala i oktober. Då hade han samlat in och observerat många växter, fåglar och stenar. Även om Lappland var en region med begränsad biologisk mångfald beskrev Linné ungefär hundra arter som aldrig tidigare nedskrivits. Upptäckterna kom att utgöra basen till hans bok Flora Lapponica. 
På sin lappländska resa använde Linné dock latinska namn för att beskriva organismer, eftersom han inte ännu hade utvecklat sin binomiala nomenklatur.
I Flora Lapponica fick Linné praktisk användning för sina tankar om nomenklatur och klassifikation. Den publicerades 1737 och anses som den första tidigmoderna floran. Rapporten omfattade 534 arter, använde det linneanska klassifikationssystemet och innehöll geografisk utbredning samt taxonomiska noter. 
Den som tillskrev Linnés Flora Lapponica som det första exemplet på den botaniska genren flora var Augustin Pyramus de Candolle. Botanikhistorikern Edward Lee Greene beskrev Flora Lapponica som “den mest klassiska och förtjusande” av Linnés verk. Den reseskildring som utkom först efter Linnés död var mycket omfattande. Förutom sina observationer av den lappländska naturen intresserade sig Linné också för den samiska kulturen, och beskrev dessa människors levnadsförhållanden mycket ingående.

## Resan till Dalarna 1734
Dalarnas landshövding Nils Reuterholm hade hört talas om och imponerats av lapplandsresan och föreslog att Linné skulle göra en liknande resa genom norra Dalarna, finansierad av Reuterholm. Linné samlade sju av sina studenter från Uppsala, som visat särskilda kunskaper i sina respektive ämnen. Sällskapet tog namnet Societas itineraria reuterholmiana och bestod förutom av Linné av Reinhold Näsman, Carl Clewberg, Ingel Fahlstedt, Claes Sohlberg, Eric Emporelius, Petrus Hedenblad och Benjamin Sandel.
Linné och hans sju följeslagare lämnade Falun 3 juli och reste norrut. De besökte Bjursås, Leksand, Rättvik, Ore, Orsa, Mora, Älvdalen, Särna, Lima, Malung, Nås, Floda, Gagnef, Åhl och kom slutligen tillbaka till Falun den 17 augusti. De besökte även den norska staden Røros för att på landshövdingens uppdrag samla in upplysningar om stadens gruvdrift. 
Linné skrev på denna resa en bok, Flora Dalecarlica, som beskriver Dalarnas växter. Han nedtecknade även folks vanor, seder och klädsel i de bygder han besökte. 

## Doktorat

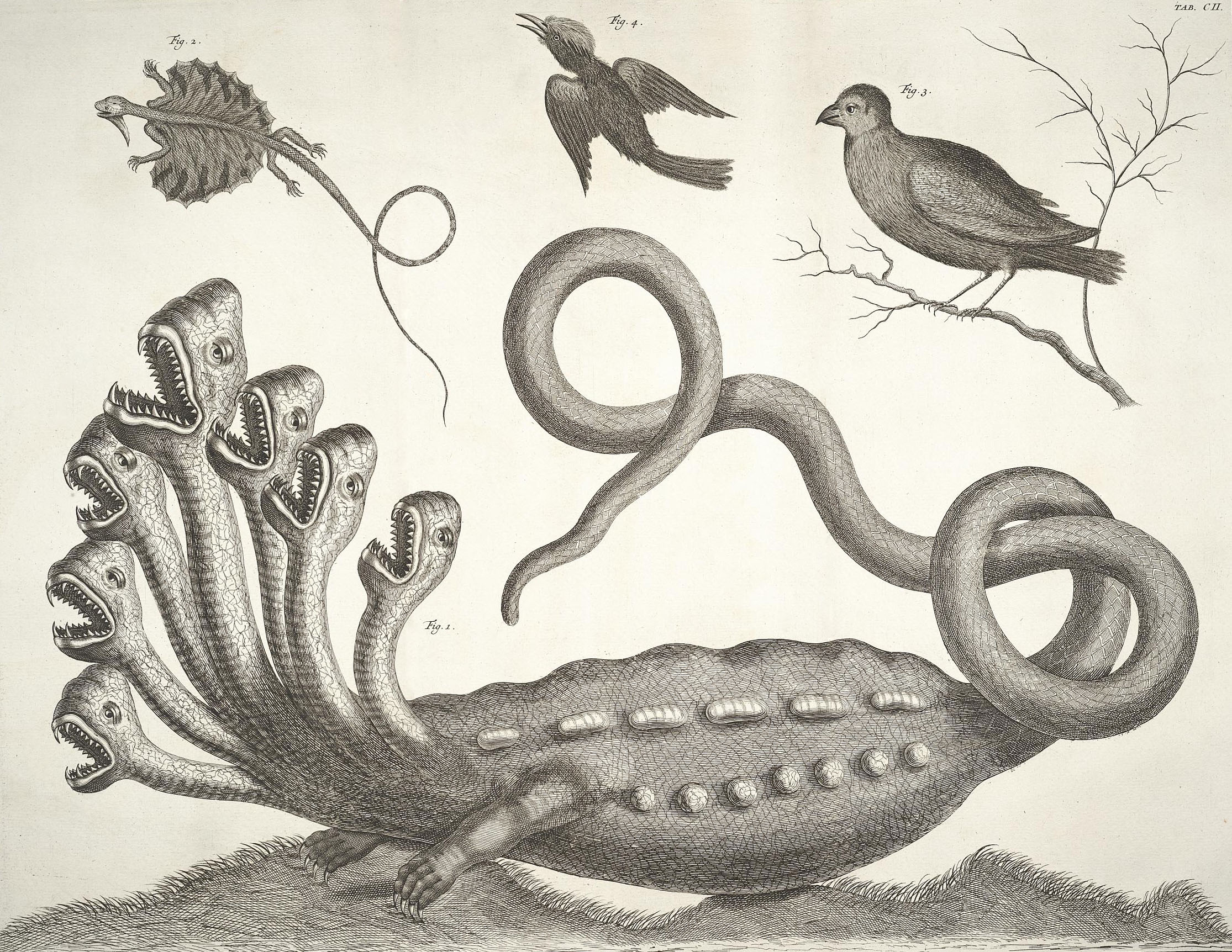
Hydran i Hamburg

När Linné återvände till Uppsala försämrades relationen med Nils Rosén. Därför hade han svårt att tacka nej när vännen tillika hans elev Claes Sohlberg bjöd in honom till att fira jul i Falun med familj. Sohlbergs far var gruvinspektör och lät Linné besöka gruvorna nära Falun. Här träffade han den 18-åriga Sara Elisabeth Moræa och hon "drog Linnæi ögon på sig", som han själv uttryckte det. Linné märkte snart att hans känslor var besvarade. Han konstaterade att han hade "uppletat en flicka, med vilken man har lust leva och dö". Men han frågade sig hur han, en fattig student, skulle våga fria till en dotter till en förmögen och ansedd läkare. Tvärtemot Linnés förmodan hyste Saras far dock så höga tankar om Linné att han utan tvekan gav honom sin dotter. Men något bröllop skulle det inte få bli förrän den blivande svärsonen varit utomlands och förvärvat sig doktorsgraden.
Sohlbergs far ville att Linné skulle resa till Nederländerna tillsammans med sonen för att fortsätta undervisa honom där mot ersättning. Nederländerna var vid den här tiden ett väl ansett land att studera naturhistoria i. Det var också vanligt bland många svenskar att doktorera där. Linné, som var intresserad av båda sakerna, accepterade hans erbjudande.
I april 1735 reste Linné och Sohlberg till Nederländerna. Linné planerade att doktorera i medicin vid Harderwijks universitet. På vägen dit stannade de i Hamburg, där de träffade stadens borgmästare, som stolt visade ett naturens underverk som var i hans ägo; en uppstoppad sjuhövdad hydra. Linné insåg direkt att det var förfalskat. Käkar och kloförsedda fötter av vessla hade limmats ihop med ormhudar. 
Hydran hade tillverkats av munkar för att symbolisera det sjuhövdade vilddjuret i Uppenbarelseboken, menade Linné. Det betvivlade borgmästaren, som hade planerat sälja “hydran” för en stor summa pengar. När Linné offentliggjorde sina observationer fruktade han borgmästarens vrede och därför kände de sig tvungna att lämna Hamburg.
När Linné kom fram till Harderwijk började han genast att arbeta för sin doktorsgrad. Vid den här tiden var Harderwijk känt för att ge doktorsgrader på så kort tid som en vecka. Han lämnade in en avhandling om vad som var orsaken till malaria, en text som han redan skrivit i Sverige. 
I sin avhandling drog Linné slutsatsen att malaria förorsakas av lerpartiklar, vilka täpper till kroppens porer och därigenom gör att man får feber och blir sjuk. Idag vet vi att det här är fel, Linné hade inte ett mikroskop som var bra nog för att se de malariaparasiter som sprids av myggor, som häckar i det vatten som hittats i hjulspår och pölar. Han var däremot rätt ute när han förutspådde att den traditionella kinesiska läkekonsten, med dess användning av sommarmalört, skulle bli en källa till att hitta läkemedel mot malaria. Den idag viktigaste substansen mot malaria, artemisinin, utvinns från sommarmalörten.
Efter att ha tagit muntlig examen och diagnostiserat en patient, fick Linné vid 28 års ålder ta emot sin doktorsgrad, mindre än två veckor efter att han anlänt till Harderwijk. 
I Amsterdam befann sig samtidigt Linnés vän Peter Artedi som drunknade under hösten 1735. De hade lovat varandra att utge den andres vetenskapliga upptäckter om någon skulle råka dö. Linné utgav därför dennes Philosophia ichthyologica postumt (1738), ett verk som räknas som grundare av den moderna iktyologin genom att det är den första systematiska klassifikationen av fiskar.

## Systema Naturae
I Nederländerna fick Linné tidigt kontakt med vetenskapsmannen Johan Frederik Gronovius, för vilken han visade ett av flera manuskript han tagit med sig från Sverige. Manuskriptet innehöll ett nytt system för att klassificera växter. Gronovius blev imponerad av det han läste och erbjöd sig stå för en del av tryckkostnaderna. Efter ytterligare bidrag från den skotska läkaren Isaac Lawson gavs manuskriptet ut 1735 som Systema Naturae. Verket blev en viktig utgångspunkt för den nutida systematiken över allt liv. Den beskriver ett system, över växternas och djurens inbördes släktskap: naturens riken grupperade i klasser, ordningar, familjer, släkten och arter, vilket idag är praxis inom all biologisk vetenskap.
Linné lärde sedan känna en av Nederländernas mest aktade läkare och botaniker, Herman Boerhaave, som försökte få honom att göra karriär i landet. Boerhaave erbjöd honom en resa till Sydafrika och Amerika, men Linné avböjde med förklaringen att han inte skulle kunna klara av värmen. Istället övertalade Boerhaave honom att besöka botanikern Johannes Burman. Efter det besöket beslutade sig Burman, mycket imponerad av sin gästs kunskaper, att ha honom inneboende under vintern. Under sin vistelse hjälpte Linné Burman med sitt verk Thesaurus Zeylanicus. Burman hjälpte även Linné med att färdigställa böckerna Fundamenta Botanica och Bibliotheca Botanica'.

## George Clifford, Philip Miller och Johann Jacob Dillenius

### Nederländerna 1735–1738

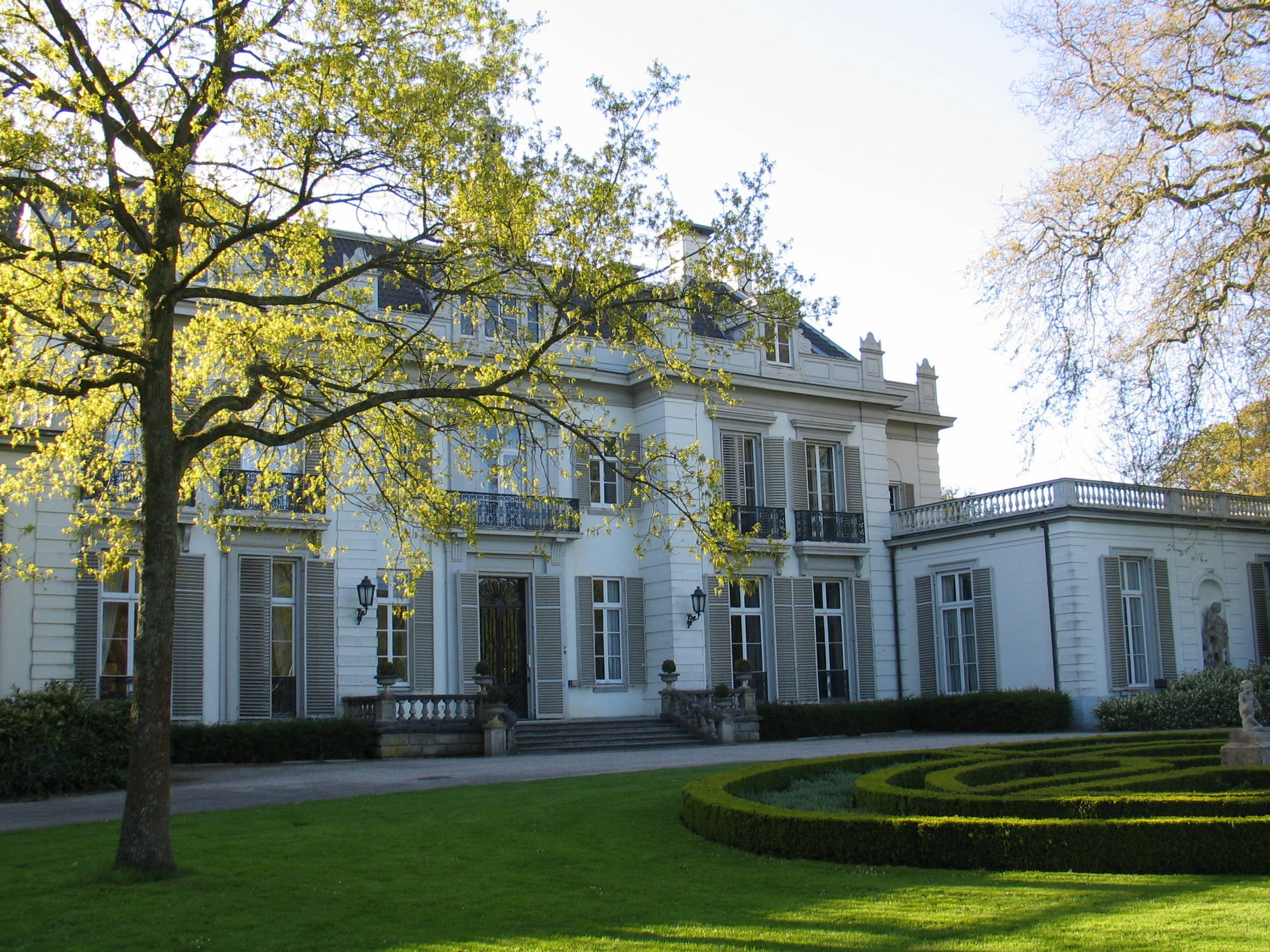
Hartekamp i Heemstede

Under sin tid hos Burman träffade han i augusti 1735 George Clifford III, som var direktör på det Nederländska Ostindiska Kompaniet samt ägare till en värdefull botanisk trädgård på godset Hartekamp i Heemstede.   
Clifford imponerades stort av Linnés förmåga att bestämma växter. Därför erbjöd han honom anställning som trädgårdsintendent samt som sin privatläkare. Linné hade dock lovat Burman att stanna hos honom vintern ut och kunde därför inte på rak arm tacka ja till det nya erbjudandet. Clifford meddelade då Burman, att ifall han släppte Linné ifrån sig skulle han få ett av hans exemplar av Natural History of Jamaica, ett mycket eftertraktat verk av Sir Hans Sloane, då tackade Burman ja.
Den 24 september 1735 flyttade så Linné till Hartekamp för att bli Cliffords privatläkare samt kurator över hans herbarium. För det fick han 1 000 floriner om året i lön inklusive husrum. Fast de två bara kommit överens om att avtalet skulle gälla till och med vintern det året, så bodde Linné praktiskt taget där fram till 1738.
I förordet till boken Hortus Cliffortianus, som han skrev på platsen, skrev han om sin tid där som sitt livs lyckligaste. I april 1956 blev en del av Hartekamps trädgård offentlig plats, tack vare de lokala myndigheterna, och fick namnet “Linnaeushof”. Den skulle senare komma att bli vad som man idag kallar Europas största lekplats.
På Cliffords bekostnad reste Linné till England i juli 1736.  I London besökte han insamlaren Sir Hans Sloane för att titta på dennes kuriosakabinett; han besökte även Chelsea Physic Garden och mannen som skötte den: Philip Miller. Han berättade för Miller om hur man delade under växter efter det sätt han själv skrivit om i sin Systema Naturae. Miller var motvillig till använda den nya binomiala nomenklaturen. I början föredrog han hellre de klassifikationer som Joseph Pitton de Tournefort och John Ray hade utvecklat.
Trots det gav Linné bifall till Millers bok Gardeners Dictionary. Skotten behöll ett antal pre-Linneanska bionomiala beteckningar i sitt lexikon, som avfärdades av Linné men som nutida botaniker idag åter anammat. Det dröjde tills den sista upplagan av The Gardeners Dictionary (1768) innan han tog det linneanska systemet i bruk och började då även arrangera sin trädgård enligt detta sätt. 
Linné reste därefter till Oxford för att besöka botanikern Johann Jacob Dillenius. Han lyckades inte helt få Dillenius till att godkänna sitt nya klassifikationssystem, de två männen skulle dock behålla kontakten i många år. Linné dedicerade sin Critica botanica till honom: "opus botanicum quo absolutius mundus non vidit". Till sin ära fick han dessutom det tropiska trädsläktet Dillenia uppkallat efter sig.
Med många växtprover i bagaget återvände Linné till Hartekamp.Nästa år gav han ut Genera Plantarum, i vilken han beskrev 935 släkten av växter, och kompletterade den kort därefter med Corollarium Generum Plantarum, med ytterligare sextio släkten.
Hans gärningar på Hartekamp resulterade i ännu en bok, Hortus Cliffortianus, en förteckning av det botaniska bestånd som Hartekamps herbarium och botaniska trädgård inrymde. Han skrev den på nio månader (färdigställd i juli 1737), men den gavs inte ut förrän 1738. I den finns det första användandet av namnet Nepenthes, som Linné använde för att beskriva ett släkte flugtrumpeter. På Hartekamp bodde Linné med Clifford fram tills den 18 oktober 1737 (nya stilen). Då planerade han lämna huset för att återvända till Sverige. Sjukdomar, samt några vänliga nederländska vänner, uppehöll honom i Holland några månader ytterligare. I maj 1738 var det dags för ett nytt försök att åka hem. På hemvägen bodde han i Paris i cirka en månad och besökte botaniker som Antoine de Jussieu. Han njöt av att få se de ovanliga växterna i Frankrike. Linnés rykte hade i förväg nått även hit, och franska vetenskapsakademins preses erbjöd honom att bli fransk medborgare och ledamot i akademin med årlig pension. Men Linné avböjde erbjudandet med hänvisning till att "högre håg drog honom till sitt fädernesland". Han skulle aldrig komma att åka utomlands igen.

## Tillbaka i Sverige

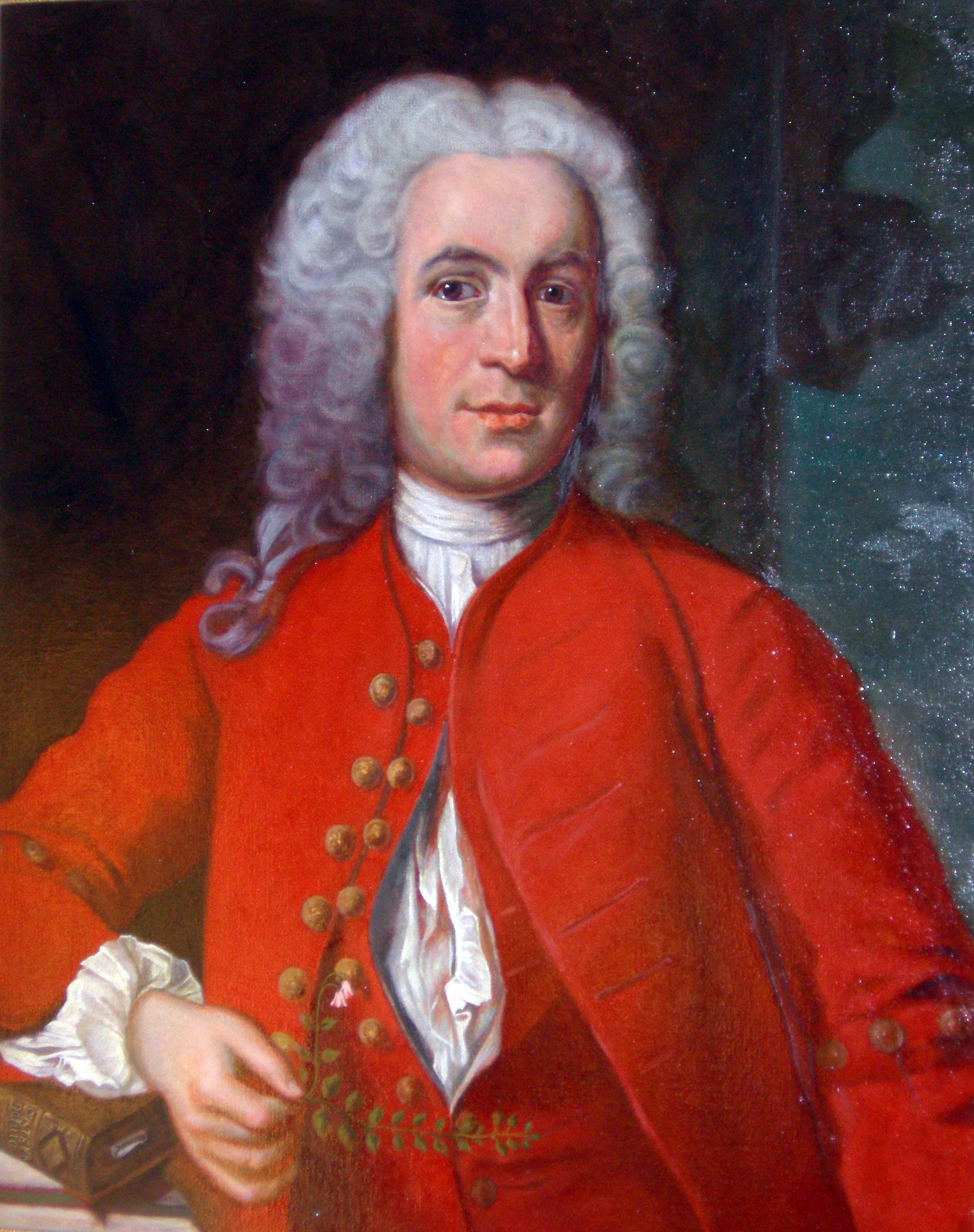
Bröllopsporträtt.

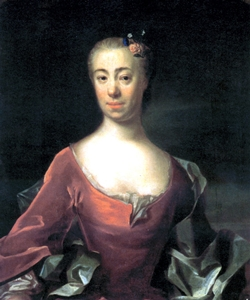
Även här ett bröllopsporträtt, på hans hustru Sara, målat av Johan Henrik Scheffel. Målningarna är separata.

Efter att Linné återvänt till Sverige den 28 juni 1738 reste han till Falun där han förlovade sig med Sara Elisabeth Moræa. Tre månader senare flyttade han till Stockholm för att på sin blivande svärfars inrådan söka anställning som läkare för att kunna försörja en familj. I Stockholm hittade Linné återigen en mecenat; han stiftade bekantskap med Carl Gustav Tessin, som hjälpte honom att få en tjänst som admiralitetsläkare.
Linné hade till en början svårigheter som ny läkare i Stockholm. Patienterna lyste med sin frånvaro, och han beslutade därför att själv leta upp dem. Han sökte aktivt upp unga adelsmän som drabbats av könssjukdomar och lyckades på så sätt få ett stort antal sådana patienter. Linné skrev till en fransk läkare, som var hans vän: "O ve, den elakartade gonorrhéen har i följd av umgänge med lättfärdiga och skamlösa kvinnor besmittat nästan alla ynglingar i vårt fädernesland." Snart lyckades Linné även bota några äldre adelsdamer som led av envis hosta. En av patienterna, en riksrådinna, rekommenderade honom till drottning Ulrika Eleonora, som också plågades av hosta. Därefter var hans läkarrykte befäst inom Stockholms fina värld. Snart hade han sådant anseende som läkare att han fick alldeles för mycket att göra. Under sin period i Stockholm bidrog Linné också till att instifta Kungliga Vetenskapsakademien, och blev dess förste preses. Under hans presidium gjordes även början till den institution, som nu bär namnet Naturhistoriska riksmuseet.
Eftersom hans finanser nu var så goda så att de räckte till att försörja en familj fick han tillstånd att gifta sig med sin fästmö Sara Elisabeth Moræa. De gifte sig den 26 juni 1739, vid den gamla bergsmansgården Sveden utanför Falun. Sju månader senare föddes sonen Carl. Två år senare fick de en dotter, Elisabeth Christina, och året därpå föddes Sara Magdalena, som dog efter 15 dagar. De skulle komma att få fyra barn till: Lovisa, Sara Christina, Johannes och Sophia.
Samma år började Systema naturae användas för första gången i Sverige. J.J. Ferber gav ut sin katalog över trädgården på Augerums herrgård.
I maj 1741 utnämndes Linné som medicinprofessor vid Uppsala universitet, i början ansvarade han för ämnen med anknytning till medicin. Snart bytte han professur med Nils Rosén och blev i och med det professor i botanik och naturalhistoria, samt ansvarig för den botaniska trädgården (som han skulle komma att expandera och förändra i grunden). 

### Öland och Gotland
Tio dagar efter att ha tillsatts som professor åtog han sig en resa till Öland och Gotland tillsammans med sex universitetsstudenter. Resan gjordes på uppdrag av riksdagen i syfte att hitta värdefulla naturresurser som lera (för porslinstillverkning) och växter (för tygfärgning). 
Först reste de till Öland och stannade där tills 21 juni, sedan seglade de till Visby på Gotland. Linné stannade där med sina studenter i omkring en månad innan de åkte hem till Uppsala. Under expeditionen hittade de 100 växter som inte tidigare dokumenterats. Anteckningarna från resan publicerades senare i boken Öländska och Gothländska Resa. Precis som i Flora Lapponica, innehöll den både zoologiska och botaniska observationer, men också beskrivningar av den regionala kulturen.
Anders Celsius skapade temperaturskalan, uppkallad efter honom själv, 1742. Till skillnad mot idag var Celsius skala omvänd, med en kokpunkt på 0 °C och en fryspunkt på 100°C. Linné vände på skalan till den nuvarande standarden.
Sommaren 1745 gav Linné ut två böcker till: Flora Suecica och Fauna Suecica. Flora Suecica var en strikt botanisk bok medan Fauna Suecica var en zoologisk.

### Västergötland
Linné fick återigen uppdraget från regeringen om att bedriva en expedition, den här gången till Västergötland. Han åkte från Uppsala den 12 juni 1746 och återvände den 11 augusti. Västgötaresan företogs, liksom Ölands- och Gotlandsresan, på uppdrag av riksdagen och efter huvudsakligen samma plan. På resan fanns hans huvudsakliga följeslagare Erik Gustaf Lidbeck, en av hans studenter som även hade följt med honom på hans tidigare resa. Linné redogjorde sina fynd från resan i boken Wästgöta-Resa, som utkom året därpå. 
Efter att ha kommit hem ville regeringen att han skulle ut på en resa direkt därpå, till Skåne. Resan sköts upp eftersom Linné kände sig alltför upptagen. 
1747 gav Adolf Fredrik honom titeln arkiater, eller chefsläkare – ett tecken på stor högaktning. Samma år valdes han in som medlem i den preussiska vetenskapsakademin.

### Skåne
Våren 1749 kunde Linné till slut åka ner till Skåne på den resa som regeringen föreslagit två år tidigare. Med på resan följde hans student Olof Söderberg. På vägen stannade han vid sitt barndomshem i Stenbrohult för att besöka sina syskon; hans pappa hade dött året innan. Expeditionen liknade i stora drag de som han genomfört innan, men den här gången fick han dessutom order om att hitta den bästa platsen som valnötsträd och oxlar kunde växa på. Dessa träd användes av militären för att tillverka gevär. Resan var framgångsrik och Linné publicerade sina observationer i boken Skånska Resa året därpå.
Resan startade med vagn i Uppsala, där Linné bodde sedan många år. Söndagen den 7 maj hade han hunnit till Växjö, där han skildrade hur ärkebiskopen "högvördige herr doktor Henric Benzelius" vigde doktor Olof Osander till biskop i Växjö stift. Pingstdagen den 14 maj hörde han en predikan i Virestad, och på annandagen återsåg han Stenbrohult men skrev i sin dagbok om hur det han såg för 20 år sedan, nu hade åldrats: "De gingo nu med grå hår och vita skägg, utlevde, och en ny värld hade kommit i stället". Den 17 maj avreste Linné från Stenbrohult med målet Loshult i Skåne.
I Skåne började han på en östlig rutt och besökte först trakten kring Kristianstad. I Simrishamn vek han av västerut mot Lund och Malmö, där han stannade i fem dagar till den 16 juli. Han noterade att "Landet emellan Malmö och Trelleborg var det härligaste i världen och liknade merendels Flandern, ty det var en slätt utan berg, backar, stenar, floder, sjöar, trän eller buskar". Färden fortsatte över Söderslätt mot Ystad, dit han kom den 29 juni. Han begav sig åter till Lund och vidare mot Landskrona och Helsingborg. Från Ängelholm reste han åter till Kristianstad. Via Göinge vände han tillbaka till Småland. Under tiden i Skåne övernattade Linné på gästgivargårdar, hos präster och som gäst på många av de skånska slotten.
Linné var åter i Stenbrohult den 2 augusti. Under återfärden till Uppsala stannade han till i Ryssby i Sunnerbo, där hans svåger, Johan Collin var kyrkoherde. Från det besöket skrev han detaljerat om äspingen, Sveriges giftigaste orm. På färden vidare norrut passerade han Jönköping, där han besökte sin släkting prosten Carl Tiliander. Via Gränna och Vadstena kom Linné slutligen tillbaka till Uppsala, och därmed var hans skånska resa avslutad.

### Rektor vid Uppsala universitet

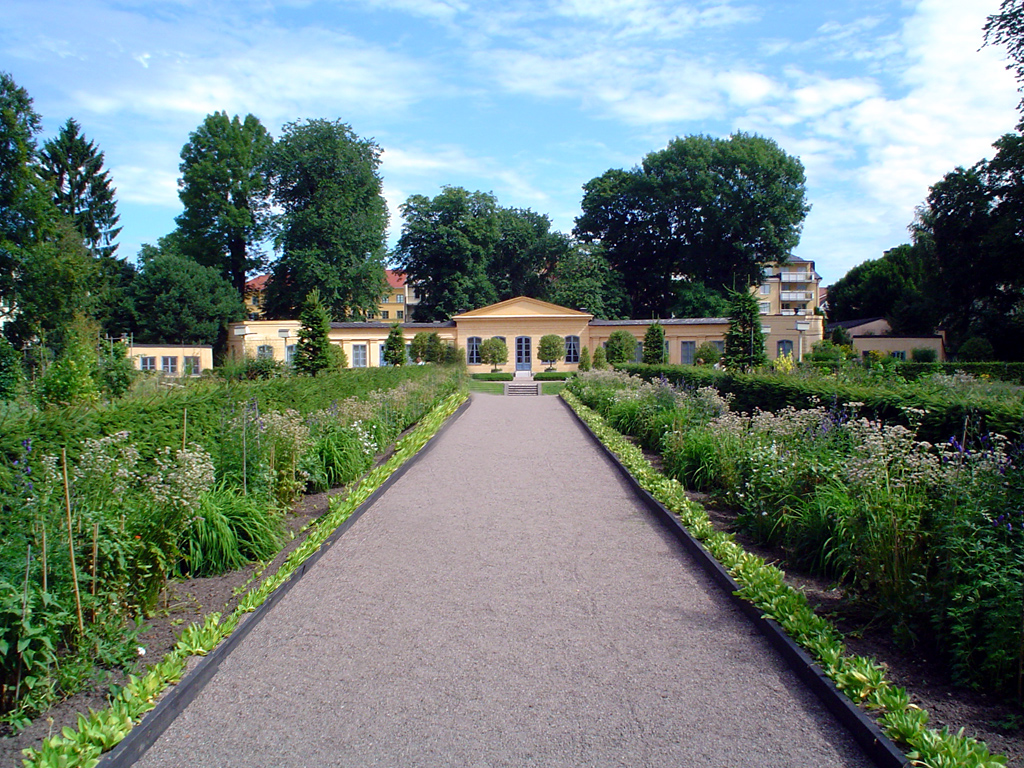
Linnés botaniska trädgård

Vårterminen 1750 blev Linné rektor för Uppsala universitet. I och med det inledde han en period i universitets historia där naturvetenskapliga ämnen började högaktas. Men det kanske viktigaste bidraget han gav till universitetet var att undervisa; flera av hans studenter reste till jordens alla hörn för att samla botaniska fynd. Linné kallade de bästa av dem för sina “lärjungar”. Hans föreläsningar var populära och hölls ofta i Botaniska trädgården. 
Han lärde sina studenter att tänka för sig själva och att inte lita på någon, inte ens honom själv. Men än mer populära än hans föreläsningar blev de botaniska exkursioner som han ledde varje lördag under sommaren, där han tillsammans med sina studenter utforskade den flora och fauna som fanns runtomkring Uppsala.
Förutom rektor för universitetet vårterminen 1750 samt höstterminerna 1759 och 1772 var han inspektor vid Smålands nation.

## Philosophia Botanica
Linné gav ut Philosophia Botanica år 1751. Det var en överblick över det taxonomisystem han använt sig av i tidigare arbeten. Den innehöll också uppgifter om hur man för resedagbok och om hur man sköter en botanisk trädgård.

## Nutrix Noverca
På Linnés tid var det normalt för överklassens kvinnor att anlita ammor för sina barn. Linné anslöt till en pågående kampanj som ville att kvinnor bara skulle få amma sina egna barn. 1752 publicerade han en avhandling i ämnet tillsammans med läkarstudenten Frederick Lindberg. I själva verket kom idén om att skriva avhandlingen från den ledande granskaren (preses), som studenten sedan fick utveckla, vilket var standard på den här tiden. Linnés avhandling översattes 1770 till franska av J.E. Gilibert med titeln La Nourrice marâtre, ou Dissertation sur les suites funestes du nourrisage mercénaire. Linné menade att barnet skulle komma att absorbera ammans personlighet genom bröstmjölken. Han beundrade samernas barnskötsel och framhävde hur friska deras barn var jämfört med de européer som anställde ammor. Han påpekade att det inte fanns någon av de vilda djur som fanns i naturen som nekade sina nyfödda sin bröstmjölk. Aktivismen i denna fråga tros ha spelat roll när han gav namn till släktet Mammalia: däggdjuren.

## Species Plantarum
Linné publicerade Species Plantarum, ett arbete som idag erkänts internationellt som startpunkt för den moderna botaniska nomenklaturen, år 1753. Boken var 1 200 sidor lång och gavs ut i två volymer, den första kom 24 maj, den andra den 16 augusti samma år. Den beskrev över 7 300 arter.:47 Samma år utnämndes han till fellow i Royal Society, samt tilldelades som första civila svensk Nordstjärneorden (han sågs efter det sällan utan att bära sitt insignie)

## Adlande

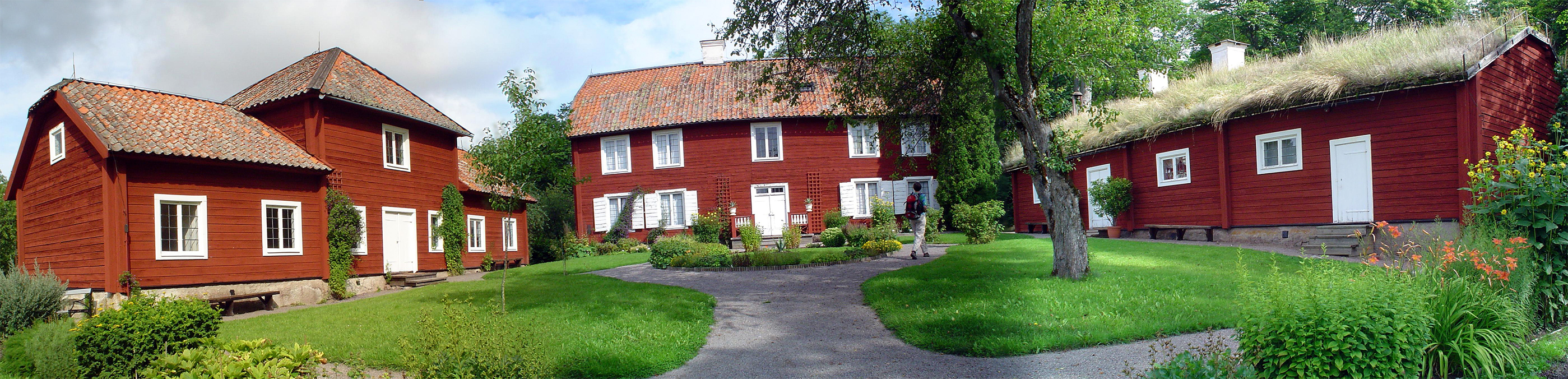
Linnés Hammarby

Linné ansåg att Uppsala var högljutt och ohälsosamt. Han köpte därför 1758 gårdarna Hammarby och Sävja. Året därpå köpte han den intill Hammarby liggande gården Edeby. Han tillbringade somrarna med familjen på Hammarby. Från början hade gården bara haft ett hus med en våning, men 1762 tillkom en ny, större huvudbyggnad.
På Hammarby skapade Linné en trädgård där han kunde odla växter som inte var möjliga att odla i Uppsalas botaniska trädgård. Han uppförde ett museum på en kulle bakom Hammarby 1766, dit han flyttade sitt bibliotek och sin växtsamling. Flytten nödvändiggjordes på grund av en eldsvåda, som hade förstört omkring en tredjedel av Uppsala och som även hade kunnat förstöra hans hem där.
Sedan den ursprungliga utgåvan av Systema Naturae utkom 1735 hade boken utökats och återtryckts ett flertal gånger; den tionde upplagan kom ut 1758. Denna upplaga blev startpunkten på den zoologiska nomenklaturen och var motsvarigheten till Species Plantarum.:47
Kung Adolf Fredrik tilldelade Linné adelskap 1757, men Linné introducerades inte förrän 1761. Genom att introduceras och immatrikuleras erhöll en nyadlad ätt politisk representationsrätt. Då tog han namnet Carl von Linné (latiniserat som Carolus a Linné), med Linné som en förkortad och förfranskad översättning av 'Linnæus' och den tyska adliga prepositionen von, vilket betecknande hans nyligen upphöjda status som adelsman.
På familjens vapensköld framträder en linnéa, en av Linnés favoritväxter (för att hedra Linné gav Gronovius växten senare det vetenskapliga namnet Linnaea borealis). Vapenskölden är delad i tre: röd svart och grön, en färg för varje rike i naturen (djur- växt- och mineralriket), enligt Linnés egen klassifikation. I mitten finns ett ägg “för att beteckna Naturen, som består och bevaras in ovo.” Nedtill står en fras på latin, hämtat från Aeneiden, vilket lyder “Famam extendere factis” (ung. "vi utvidgar vår berömmelse med hjälp av våra gärningar”:62). Linné skrev in detta motto i de böcker som han fick i present av sina vänner.
Efter adlandet fortsatte Linné undervisa och skriva. Hans rykte hade spridits över världen och han korresponderade med en mängd olika personer. Till exempel skickade Katarina den stora honom frön från sitt hemland. Han korresponderade också med “kejsardömet Österrikes Linné”, Giovanni Antonio Scopoli, som var doktor och botaniker från Idrija, Hertigdömet Carniola (nuvarande Slovenien).
Scopoli skickade honom all sin forskning, sina upptäckter och artbeskrivningar (till exempel om olmen och om en art av sovmöss, två arter som Linné inte tidigare känt till). Scopoli var mycket respekterad av Linné, som visade hans arbete stort intresse. Han fick ett släkte av potatisväxter uppkallat efter sig i Scopolia, som ämnet skopolamin utvinns från. På grund av det stora avståndet mellan dem träffades de aldrig.

## De sista åren
Linné löstes från sina uppdrag i Kungliga vetenskapsakademien 1763, men fortsatte arbeta där i ytterligare minst tio år. Han klev ner som rektor för Uppsala universitet i december 1772, till stor del på grund av sviktande hälsa.
Senare delen av sitt liv levde han i Uppsala med vinterboende vid Svartbäcksgatan i staden och sommarboende på Linnés Hammarby söder om Uppsala. På söndagarna gick han med sällskap av sin hund till Danmarks kyrka för att delta i gudstjänsten.
Linnés sista år besvärades av sjukdom. Han hade 1764 drabbats av en sjukdom som då kallades uppsalafeber eller frossa (idag malaria), men överlevde tack vare Nils Roséns vård. Han drabbades av ischias 1773 och året därpå fick han ett slaganfall (idag kallad stroke) som delvis gjorde honom förlamad. Han fick ett andra slaganfall 1776 som gjorde honom orörlig på högersidan och berövade honom minnet; han kunde fortfarande beundra sina egna skrifter, men kunde inte förstå att det var han som skrivit dem. Han fick också problem att tala sammanhängande som Adam Afzelius beskrev det i sin egen ihågkomst av Linnés sista tid 1823. 
I december 1777 fick han ytterligare ett slaganfall i Sävja som kraftigt försvagade honom och som ledde till hans död klockan åtta på morgonen den 10 januari 1778,:63 i hans hem på Svartbäcksgatan i Uppsala. Linnés sista önskan löd: "Lägg mig i kistan orakad, otvättad, oklädd, omsvept med ett lakan, sluta straxt kistan, så att ingen får se min uselhet!" Denna hans yttersta vilja blev också respekterad. Däremot följde man inte en annan av den dödes föreskrifter: "Traktera ingen för min begravning och tag ej emot kondoleans". Hans hustru ville nämligen att hennes man skulle få en "hederlig jorda färd". Trots att han egentligen ville begravas på sin gård begravdes han i Uppsala domkyrka den 22 januari.

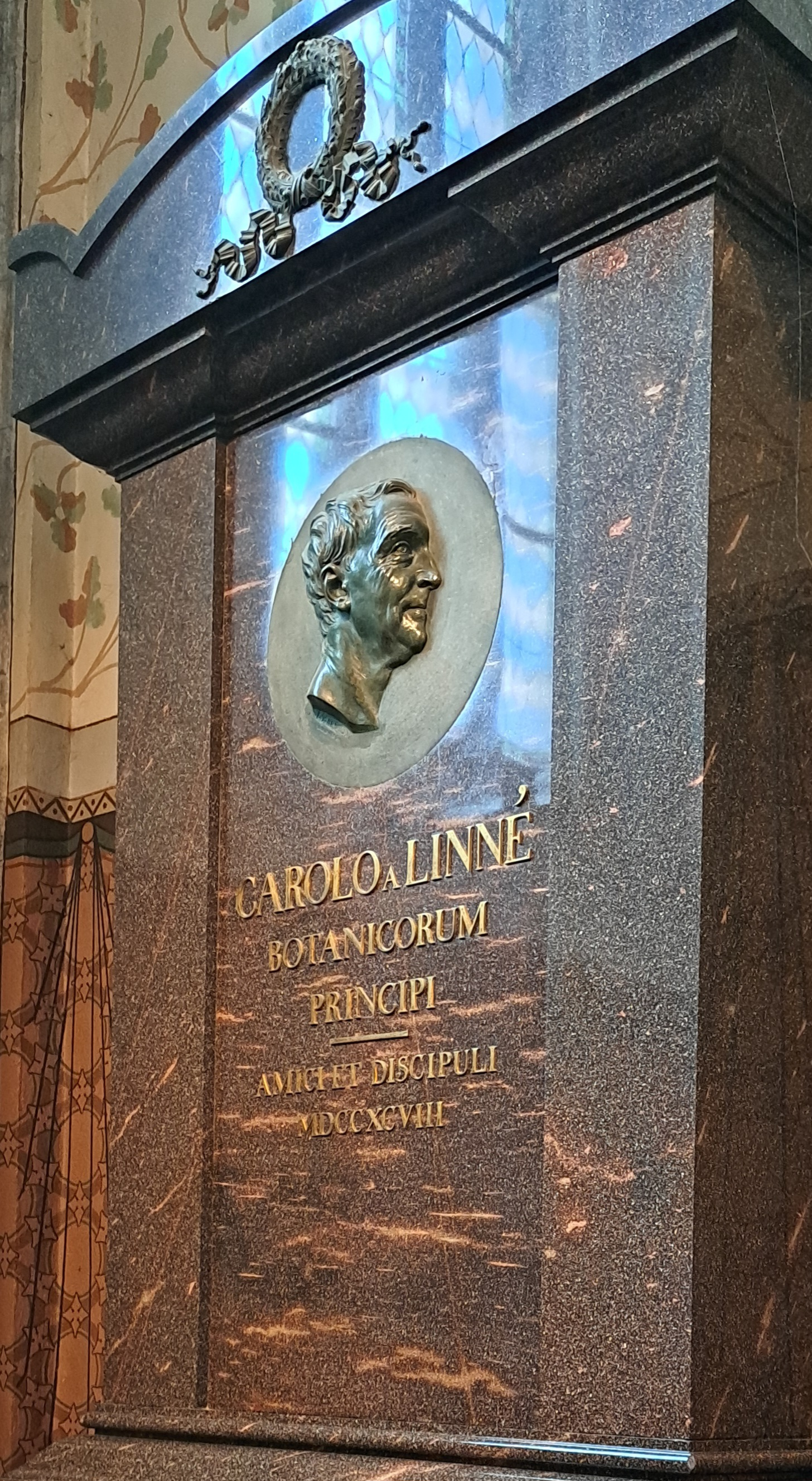
Plakat i Uppsala domkyrka

Hans bibliotek och samlingar lämnades över till hans änka Sara och deras barn. Den engelska botanikern Joseph Banks ville köpa samlingen, men sonen Carl vägrade och flyttade samlingen till Uppsala. 1783 dog Carl och därmed fick Sara ärva samlingen, som nu hade överlevt både sin man och son. Hon försökte sälja den till Banks, men han var inte längre intresserad; istället köpte en bekant till honom upp den. Bekantskapen var en 24-årig medicinstudent vid namn James Edward Smith, som köpte hela samlingen som innehöll 14 000 växter, 3 198 insekter, 1 564 skal, omkring 3 000 brev och 1 600 böcker. Smith grundade fem år senare Linnean Society of London.
De försök som Linnés lärjungar gjorde för att förhindra försäljningen och rädda samlingarna åt Sverige misslyckades på alla håll. Den som gjorde mest för saken var Anders Dahl, då en ung student som varit Linnés medhjälpare under hans sista år. Ännu i sista minuten, när samlingarna redan var avsända från Uppsala till Stockholm, ingrep Dahl och försökte förmå regeringen att ge befallning om att de skulle sändas tillbaka. Men då var det för sent: fartyget hade redan passerat Dalarö. Gustav III, som var en varm beundrare av Linné, befann sig vid tiden för försäljningen på en utlandsresa och hade därför inte möjlighet att ingripa och rädda kvar de dyrbara samlingarna i Sverige.
Gården, Linnés Hammarby, drivs idag som museum av Uppsala universitet.
Namnet von Linné upphörde i och med sonen Carl, som aldrig gifte sig. Hans andra son Johannes dog vid tre års ålder. Det finns idag över tvåhundra ättlingar till Linné genom hans två döttrar.

## Lärjungar
Under sin tid som professor och rektor för Uppsala universitet undervisade Linné många hängivna studenter, 17 av dem kallade han för sina apostlar. De tillhörde de mest lovande och engagerade studenterna och samtliga genomförde botaniska expeditioner till vitt skilda platser i världen, ofta med hans hjälp. Mängden hjälp varierade; ibland använde han sitt inflytande som rektor för att ge sina apostlar stipendium eller en plats på en expedition. Linné ingöt sin egen grundlighet i sina lärjungar i en entusiastisk atmosfär, tränade dem att göra nära och korrekta observationer.
Utomlands insamlade och organiserade apostlarna nya växter, djur och mineraler, allt enligt Linnés system. Majoriteten av dem gav även en del av sin samling till Linné när de slutfört sin resa. Tack vare dessa studenter spreds det linneanska taxonomisystemet ut i världen, utan att Linné behövde sätta sin fot utanför Sverige efter sin återkomst från Holland.
Den brittiska botanikern William T. Stearn skriver att utan Linnés system hade det inte varit möjligt för apostlarna att samla och organisera så många nya arter. Flera av apostlarna dog på sina resor. 

### Tidiga expeditioner
Christopher Tärnström, den första aposteln tillika en 43-årig präst med fru och barn, påbörjade sin resa 1746. Han klev på ett fartyg som tillhörde Svenska Ostindiska Kompaniet, som var på väg till Kina. Tärnström nådde aldrig sitt mål då han dog av tropisk feber på ön Côn Sơn samma år. Tärnströms änka gav Linné skulden för att hennes barn nu saknade en far, vilket ledde till att Linné i fortsättningen föredrog att sända ut yngre, ogifta studenter. Sex andra apostlar skulle senare komma att dö på sina expeditioner, däribland Pehr Forsskål och Pehr Löfling. 
Två år efter Tärnströms expedition blev Pehr Kalm Linnés andra apostel. Han reste till Nordamerika där han tillbringade två och ett halvt år med att studera floran och faunan i Pennsylvania, New York, New Jersey och Kanada. När Kalm återvände blev Linné översvallande glad. Han hade då tagit hem en mängd pressade blommor och frön. Minst 90 av de 700 arter som finns med i Species Plantarum hade hämtats av Kalm.

### Cooks expeditioner och Japan

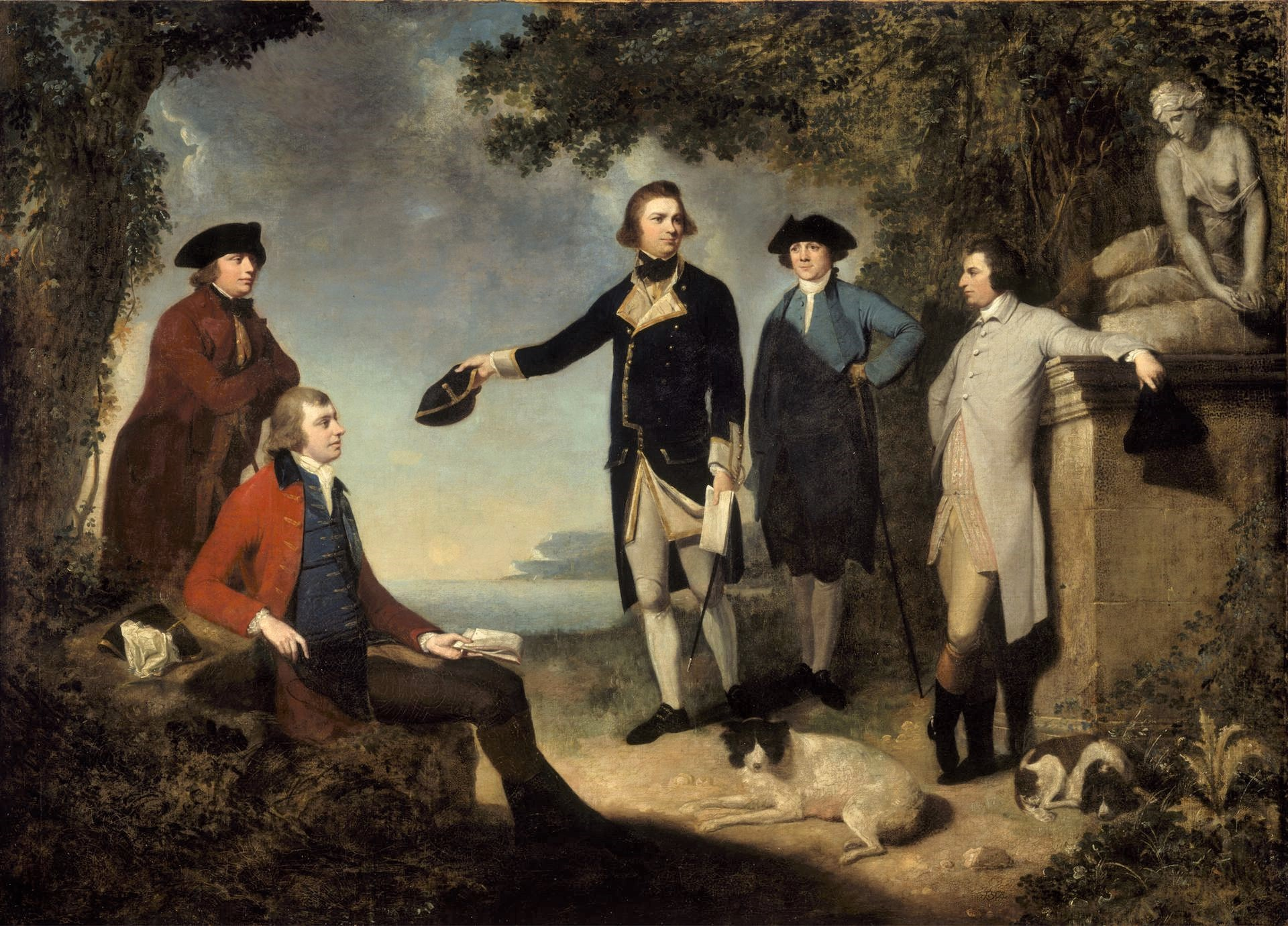
Aposterln Daniel Solander (längst till vänster) och Joseph Banks (vänster, sittande) följde med James Cook (mitten) på dennes resa till Australien.

Daniel Solander bodde hos Linné under sin tid som student vid Uppsala universitet. Linné var mycket förtjust i honom och tillät honom att gifta sig med sin äldsta dotter. Solander reste till England 1760 på Linnés begäran, där han mötte botanikern Joseph Banks. Tillsammans med Banks anslöt Solander sig till James Cooks expedition till Oceanien på skeppet Endeavour 1768–1771. Solander var inte den enda aposteln som reste med James Cook. Anders Sparrman följde med på Resolution 1772–1775 med kurs mot bland annat Oceanien och Sydamerika. Sparrman gjorde flera andra expeditioner, varav en till Sydafrika.
Den kanske mest berömda och framgångsrika aposteln var Carl Peter Thunberg, som klev ombord på en expedition 1770 och som sammanlagt tog nio år att genomföra. I tre år stannade han i Sydafrika, sedan reste han till  Java och Sri Lanka och nådde till slut Japan. Alla utlänningar i Japan var på den tiden tvungna att uppehålla sig på ön Dejima utanför Nagasaki, så därför var det svårt för Thunberg att studera landets flora. 
Dock lyckades han övertala några av sina tolkar att ge honom olika växter, och han hittade även växter i Dejimas trädgårdar. Han återvände till Sverige 1779, ett år efter Linnés död.

## Publikationer

### Systema Naturae

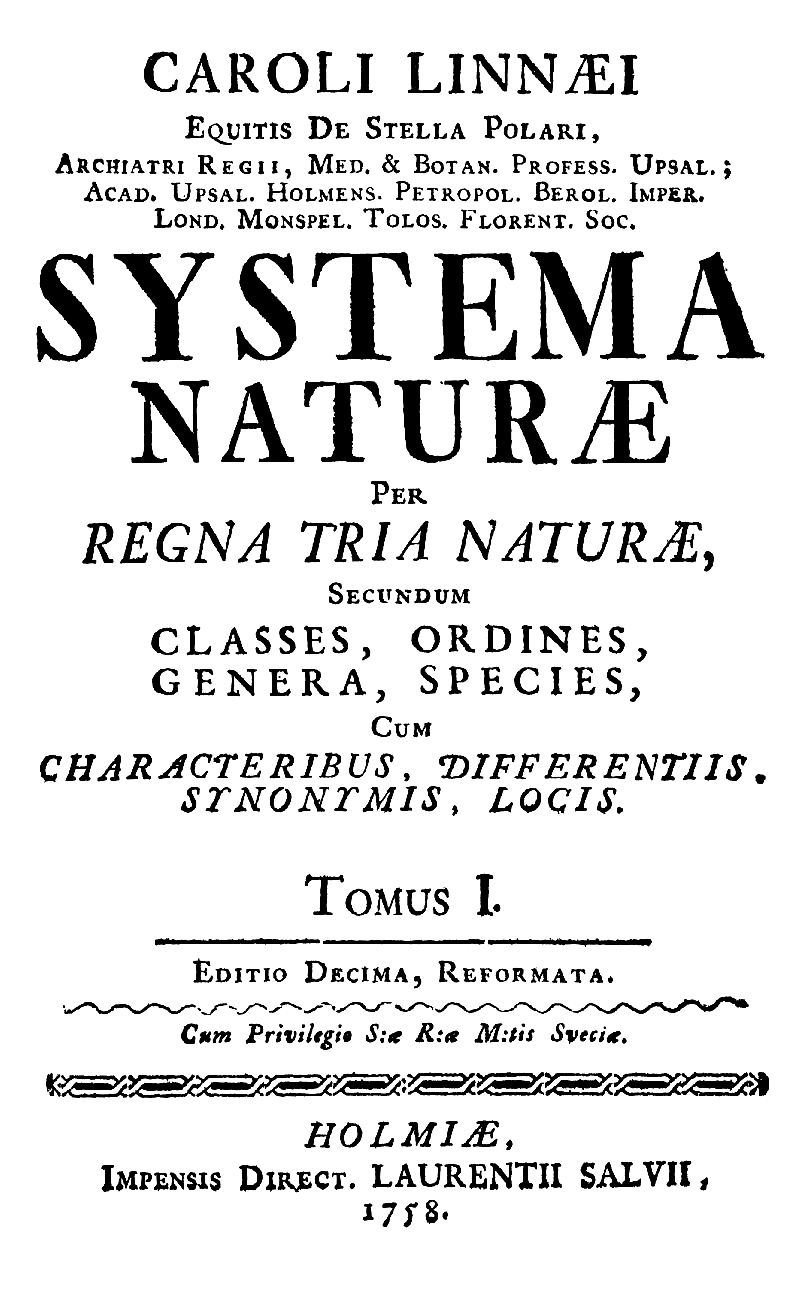
Titelblad för tionde utgåvan av Systema Naturæ (1758).

Den första upplagan av Systema Naturae trycktes i Nederländerna 1735 och innehöll tolv sidor.När boken hade nått sin tionde upplaga 1758 ingick beskrivningar av 4 400 djurarter och 7 700 växtarter. Människor från hela världen skickade provbitar till Linné. När han påbörjade den tolfte upplagan behövde Linné använda sig av kartotek, då en ny innovation, för att hålla koll på sina klassificeringar. 
I Systema Naturae fanns både dåtidens svårhanterliga växt- och djurnamn med, som "Physalis annua ramosissima, ramis angulosis glabris, foliis dentato-serratis", tillsammans med koncisa och idag bekanta artnamn. Dessa beskriver först ett allmänt namn, följt av ett särskilt epitet, i det här fallet Physalis angulata. 
Dessa binomialer kunde fungera som en etikett för att referera till arten. Högre taxa konstruerades och arrangerades på ett enkelt och metodiskt sätt. Även om systemet, idag känt som binomial nomenklatur, delvis utvecklades av bröderna Bauhin (se Gaspard Bauhin och Johann Bauhin) nästan tvåhundra år tidigare, var Linné den första som konsekvent använde sig av systemet, inräknat monotypiska taxon, och sägs ha populariserat dess användande inom vetenskapssamhället. 
Efter att Linnés hälsa börjat svikta under tidigt 1770-tal gick utgivningen av Systema Naturae i två olika riktningar. En svensk vetenskapsman, Johan Andreas Murray, gav separat ut avsnittet Regnum Vegetabile under namnet Systema Vegetabilium, förvirrande nog beskrevs den som den trettonde upplagan. Samtidigt dök en trettonde upplaga av hela Systema upp bit för bit mellan 1788 och 1793. I och med Systema Vegetabilium blev Linnés arbete på bred front känt i England, efter att ha översatts från latin av Lichfield Botanical Society med titeln A System of Vegetables.

### Fauna Svecica
Fauna Svecica (hela titeln "Fauna svecica sistens animalia Sveciæ regni: qvadrupedia, aves, amphibia, pisces, insecta, vermes, distributa per classes & ordines, genera & species. Cum differentiis specierum, synonymis autorum, nominibus incolarum, locis habitationum, descriptionibus insectorum") gavs ut 1746. Den tar upp djuren i Sverige. En andra, reviderad upplaga utgiven 1761 är just nu under översättning till engelska.

### Species plantarum
Species Plantarum (hela titeln “Species Plantarum, exhibentes plantas rite cognitas, ad genera relatas, cum differentiis specificis, nominibus trivialibus, synonymis selectis, locis natalibus, secundum systema sexuale digestas”) gavs ut 1753 i två volymer. Det utgör den huvudsakliga startpunkten på den botaniska nomenklatur som vi idag känner till.   

### Genera plantarum
Genera plantarum: eorumque characteres naturales secundum numerum, figuram, situm, et proportionem omnium fructificationis partium gavs först ut 1737 och skildrar växternas genus. Ungefär tio utgåvor publicerades, men alla gavs inte ut av Linné själv. Den viktigaste upplagan är den femte, från 1754.  I den delade Linné in växtriket i 24 klasser. En av dem, Cryptogamia, omfattade alla växter med täckta reproduktiva delar (alger, svampar, mossor, levermossor och ormbunkar).

### Philosophia Botanica
Philosophia Botanica (1751) var en sammanfattning av Linnés tankar om växtklassificering och nomenklatur och en fördjupning av det material han tidigare gett ut i Fundamenta Botanica (1736) and Critica Botanica (1737). Andra publikationer som omfattar hans plan att reformera botanikens fundament är hans Classes Plantarum och Bibliotheca Botanica: alla tryckta i Holland (så även Genera Plantarum (1737) och Systema Naturae (1735)), Philosophia gavs samtidigt ut i Stockholm.

## Samlingar

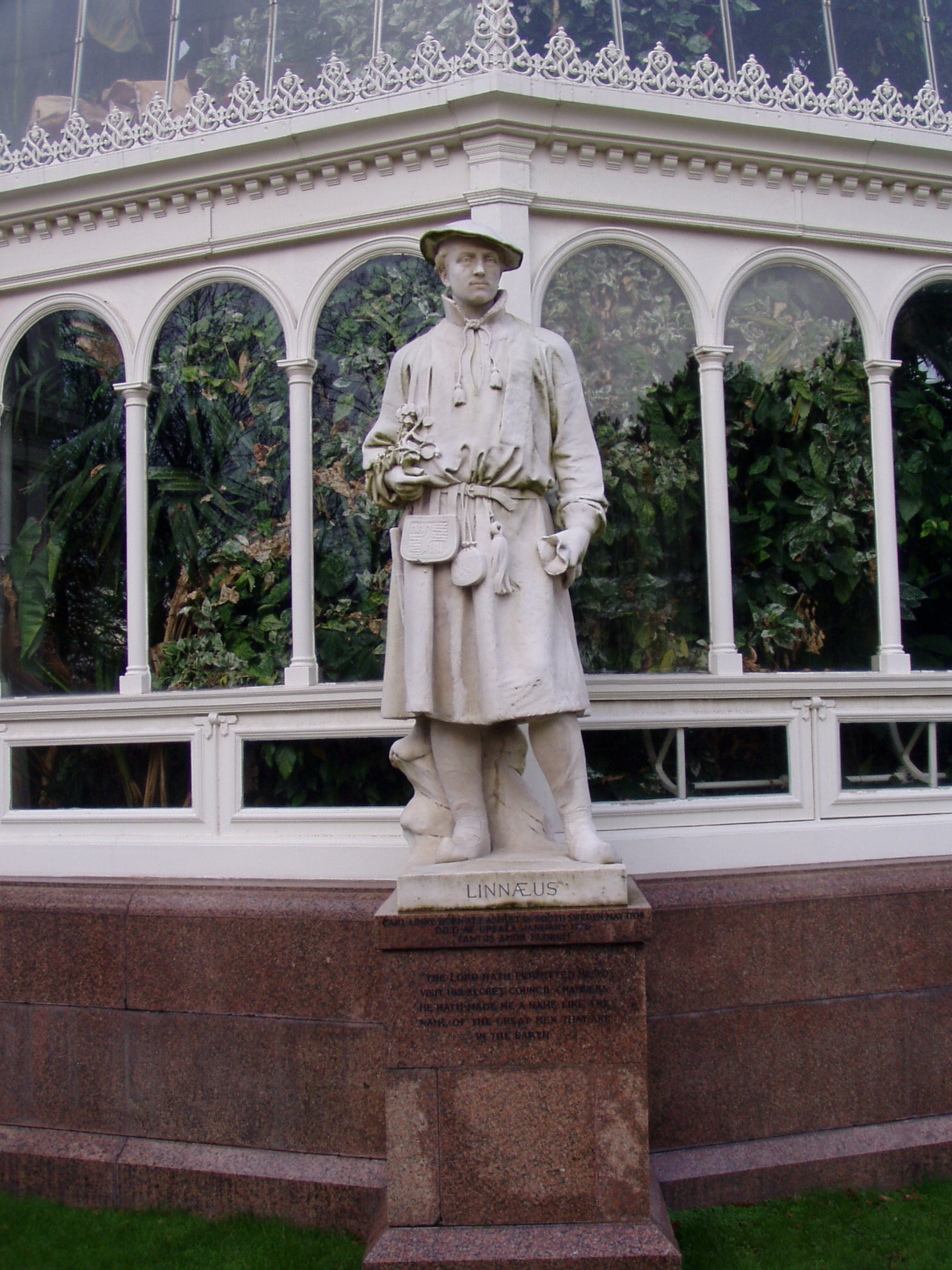
Linnaeus, staty i marmor av Léon-Joseph Chavalliaud (1899), utanför Palm House vid Sefton Park, Liverpool

Mot slutet av sitt liv ansågs Linnés samling i Uppsala vara en av Sveriges bästa. Förutom sin egen samling hade Linné även skapat ett museum för Uppsala universitet, som bestod av material donerat av Carl Gyllenborg (1744–1745), kronprins Adolf Fredrik (1745), Erik Petreus (1746), Claes Grill (1746), Magnus Lagerström (1748 och 1750) samt av Jonas Alströmer (1749).
Det fanns ingen formell skillnad mellan museet och den privata samlingen. Det ständiga inflödet av material från Linnés elever inkorporerades till den privata samlingen snarare än till museet. Linné kände att hans arbete återspeglade naturens harmonik och 1754 sade han att “jorden är då inget annat än ett museum för den allvisa skaparens mästerverk, uppdelat i tre kammare”. Han hade förvandlat sin egen egendom till ett mikrokosmos av detta “världsmuseum”.
I april 1766 brann delar av Uppsala ner. Linnés privata samling flyttades därför till en lada utanför staden, och kort därefter till en liten stenbyggnad nära hans gård vid Hammarby utanför Uppsala. Detta gjorde att samlingarna fysiskt delades upp, museisamlingen stod kvar i universitets botaniska trädgård. De delar av materialet som särskilt behövde skötas (specimen i alkohol), eller material som krävde mycket stort utrymme, flyttades från den privata samlingen till museet.
I Hammarby påverkades de privata samlingarna allvarligt av fukt och härjningar av möss och insekter. Linnés son Carl ärvde samlingarna 1778 och behöll dem fram till sin egen död 1783. Kort efter Carl von Linnés död bekräftade hans son att möss hade orsakat “horribla skador” på växterna, även mal och mögel hade gjort betydande skador. 
Han försökte rädda det som återstod från att fortsätta försummas, som de hade gjorts under hans fars sista år i livet, och lade även till flera arter i samlingen. Den sistnämnda aktiviteten förminskade dock originalmaterialets vetenskapliga värde, snarare än att förstärka det. 
1784 köpte den unge läkarstudenten James Edward Smith upp så gott som hela den privata samlingen, med provbitar, biblioteket och samtliga manuskript och brevväxlingar, från hans änka och dotter, och förde alltihopa till London.
Under de sekel som följde tog den linneanska samlingen i London stor skada av de forskare som studerade den. Det ursprungliga arrangemanget rubbades, liksom etiketterna, specimen som inte tillhörde originalsamlingen lades till. Även dyrbart och ursprungligt typmaterial togs bort.
Mycket av de föremål som Linné undersökte under sin vetenskapliga karriär tillhörde drottning Lovisa Ulrikas samlingar (i Linnés publikationer omnämnt som "Museum Ludovicae Ulricae" eller "M. L. U.").  Samlingen donerades av Gustav IV Adolf (1778–1837) till museet i Uppsala år 1804. En ytterligare i detta avseende viktig samling var den som tillhörde Adolf Fredrik (1710–1771) (i Linnés källmaterial som  "Museum Adolphi Friderici" eller "Mus. Ad. Fr."), vars våta specimen (samlingar i etanol) skulle komma att doneras till Kungliga Vetenskapsakademien, och som idag återfinns på Naturhistoriska riksmuseet i Stockholm. De torra specimen skickades till Uppsala.

## Forskning

### Taxonomi

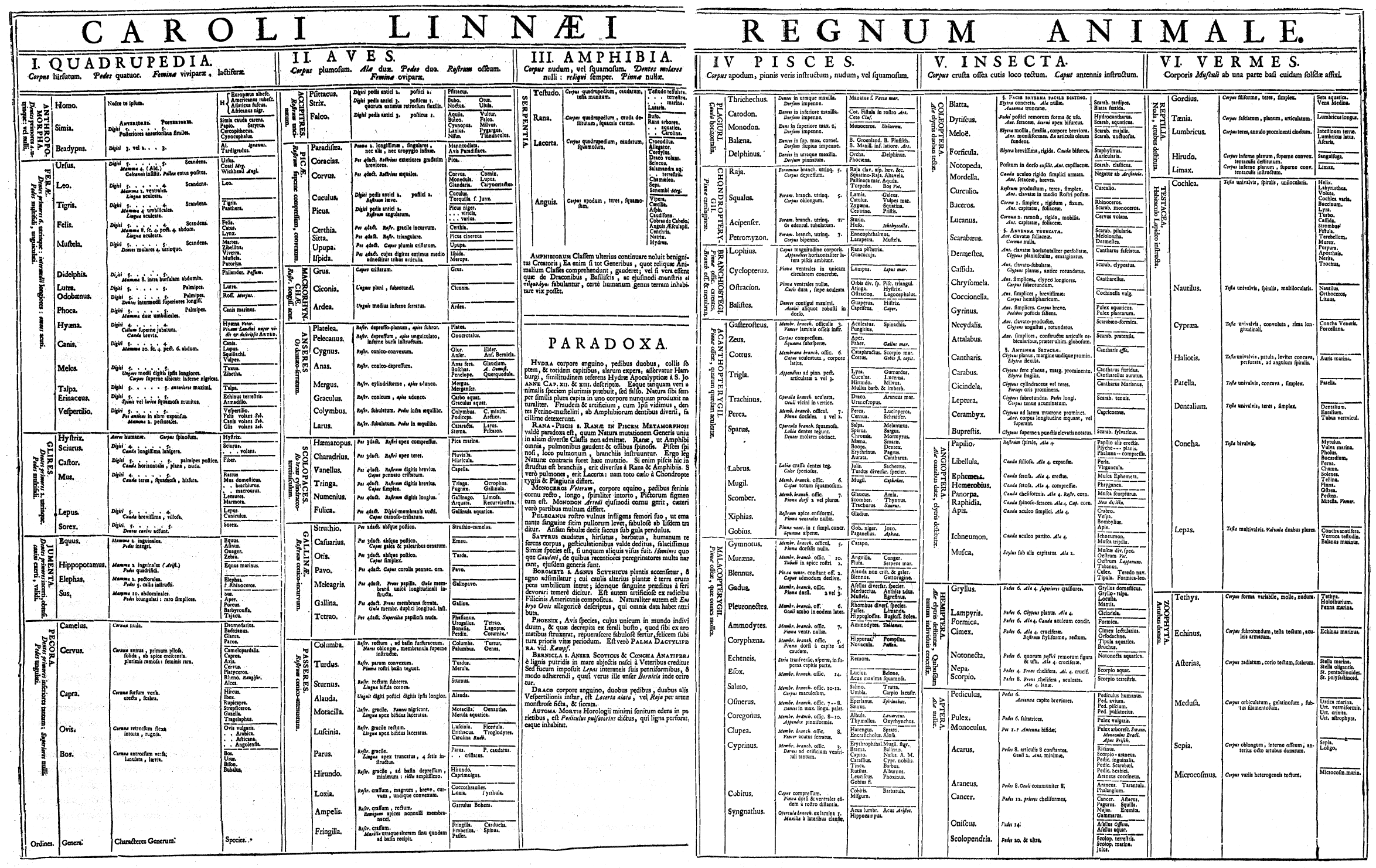
Översikt av djurriket (Regnum Animale) från den första upplagan av Systema Naturæ (1735)

Linnés stora bidrag till vetenskapen blev att han införde universellt accepterade konventioner för namngivning av organismer, den så kallade linneanska taxonomin. Från och med honom började den binomiala nomenklaturen användas konsekvent, vilket är det vetenskapliga klassificeringssystem som än idag används inom biologin.
Zoologen Rumphius (1627–1702) hade tidigare utvecklat ett mer eller mindre liknande system och hans material bidrog till den binomiala vetenskapliga klassificering som Linné utvecklade.
Det linneanska systemet klassificerade naturen enligt en hierarki som överst delades in i tre riken. Rikena delades sedan in i klasser, vilka i sin tur delades in i ordningar, släkten och arter. Under arterna fanns ibland en lägre, ej namngivet taxon; dessa har numera fått standardiserade namn som varietet inom botanik och underart inom zoologi. 
Inom den moderna taxonomin finns fler taxon, där de vanligast förekommande är familj mellan ordning och släkte, samt taxonet fylum mellan rike och klass. 
Linnés gruppindelningar baserades på delade fysiska karakteristika och inte enbart på skillnader. Av hans högre gruppindelningar förekommer idag bara de som används för djur, och hans gruppindelningarna har förändrats avsevärt med tiden, såväl som grundreglerna bakom dem.
Icke desto mindre har Linné tillskrivits etablerandet av idén om en hierarkisk klassificeringsstruktur med syftet att återspegla naturliga förhållanden. Medan de underliggande detaljerna kring vad som anses vara vetenskapligt giltiga “observerbara kännetecken” har ändrats i och med kunskapsutvecklingen (till exempel har DNA-sekvensering, som inte fanns på Linnés tid, visat sig vara ett betydande användbart verktyg för att klassificera levande organismer och kartlägga deras evolutionära förhållanden), är idéerna fortfarande de samma i grunden.

### Växternas sexualsystem
Carl von Linné utformade sexualsystemet, det vill säga indelningen av växter efter deras befruktningsdelar (ståndare och pistiller), ett lätt, men något konstlat, sätt att indela växter på.

### Bergarter
Linné gjorde även försök till att dela in bergarter, mineral och fossil i det han kallade för stenriket efter liknande principer som sexualsystemet. Vid den här tiden fanns det en uppsjö av olika indelningar för mineral och bergarter men Linné var inte nöjd med någon av dem, så han började att fundera ut ett eget system. Detta skulle dock aldrig få någon stor genomslagskraft. Geologin som forskningsområde utvecklades snabbt vid den här tiden och det blev istället Axel Fredrik Cronstedts system (1758) som så småningom blev det gällande. Dock var vissa av Linnés försök till indelningar något märkliga, till exempel så införlivade han både njurstenar och gallstenar i stenriket.

### Medicin
Linné bidrog till en mängd förbättringar av sin tids läkemedel. Han både gav anvisningar på nya och rensade ut många odugliga och skadliga element ur den svenska farmakopén. Bland dem fanns vid denna tid "botemedel" som människoben, flodhästs- och vargtänder, tordyvelsspröt, vildkatts-, hund-, varg-, räv- och människoister, människoblod och björngalla, duv- och fårträck, "pulveriserade egyptiska mumier", grodrom, daggmaskolja, hela råttor, skator, paddor och skorpioner, huggormskött, varglever och spindelväv.
Han underströk ofta att en mängd nyttiga läkemedel som importerades för dyra pengar lika bra kunde plockas i svenska hagar och skogar. Följden blev också att man i Sverige började samla in förråd av medicinalväxter. För de lärjungar som skulle bli läkare inskärpte han att svenska växter kunde användas till goda men billiga läkemedel, eftersom "de meste, som behöva hjälp, äro fattiga lantmän, som med största möda kunna skaffa sig några styver till bröd åt sig och sina barn. När nu dessa komma till doktorn, förskriver han dem, efter antaget mode, medikamenter och remitterar dem till apoteket, där hälsan ofta säljes dyrare, än att de den kunna lösa."
På läkarvetenskapens fält var Linné i flera avseenden banbrytare, särskilt därigenom att han framhöll nödvändigheten för den medicinska forskningen att följa naturvetenskapens metod. Han ansåg att om medicinen skulle kunna göra anspråk på en plats inom naturvetenskapernas krets, måste den stödja sina satser på undersökningar och experiment snarare än bygga på "lättsinniga hypoteser och fördomar". Som lärare utövade han ett mycket betydelsefullt inflytande på läkarutbildningen i Sverige.
I en avhandling framställde Linné åsikten att många smittosamma sjukdomar, som smittkoppor och mässling, i själva verket förorsakades av mycket små djur, som överfördes från person till person, kom in i kroppen och där förorsakade sjukdomen. Han ansåg dock att dessa djur var för små för att kunna skönjas med dåtida optiska instrument. Här hade han alltså anat sig till bakterierna.

### Syn på människan
Enligt den tyska biologen Ernst Haeckel inleddes frågan om människans ursprung med Linné. Han hjälpte den kommande forskningen genom att beskriva människor på samma sätt som han beskrev ännu en växt eller ett djur.

#### Anthropomorpha
Linné placerade människor bland primaterna (som de senare skulle kallas) från och med första utgåvan av Systema Naturae. Under sin vistelse på Hartekamp undersökte han flera apor och pekade på likheter mellan dem och människan. Han menade att både arterna i grund och botten delar samma anatomi, förutom på talorganet hittade han inga andra skillnader. Således placerade han människor och apor i samma kategori, Anthropomorpha, vilket betyder “människolik”. Denna indelning kritiserades av biologer som Johan Gottschalk Wallerius, Jacob Theodor Klein och Johann Georg Gmelin av anledningen att det är ologiskt att beskriva en människa som “människolik”.

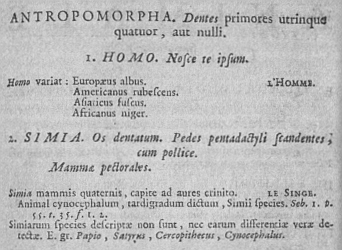
Detalj från den sjätte upplagan av Systema Naturae (1748).

Detta vållade teologiska bekymmer av två anledningar. För det första, en placering av människan på samma nivå som aporna skulle sänka den andligt högre ställning som människan antogs ha. För det andra, står det i Bibeln att människan skapades till Guds avbild. Om det inte fanns några distinkta skillnader mellan apor och människor, och om dessa inte hade formats separat, skulle det betyda att även aporna var skapade till Guds avbild. Många kunde därför inte acceptera detta Den konflikt mellan världsbilder som uppstod i och med hävdandet av människan som ett djur i mängden skulle komma att pågå i ytterligare ett århundrade, innan en betydligt större konflikt inleddes på allvar med Charles Darwins bok Om arternas uppkomst år 1859.
Efter denna kritik kände Linné att han behövde förklara sin synpunkt tydligare. I den tionde upplagan av Systema Naturae infördes nya termer som Mammalia och Primates, den sistnämnda ersatte Anthropomorpha Människan fick också det binomiala namnet Homo sapiens. Den här nya klassificeringen fick mindre kritik, men flera naturhistoriker ansåg fortfarande att han hade degraderat människorna från rollen som naturens härskare. Linné ansåg att människan biologiskt tillhör djurriket och därav måste inrymmas i det.

#### Mytiska varelser

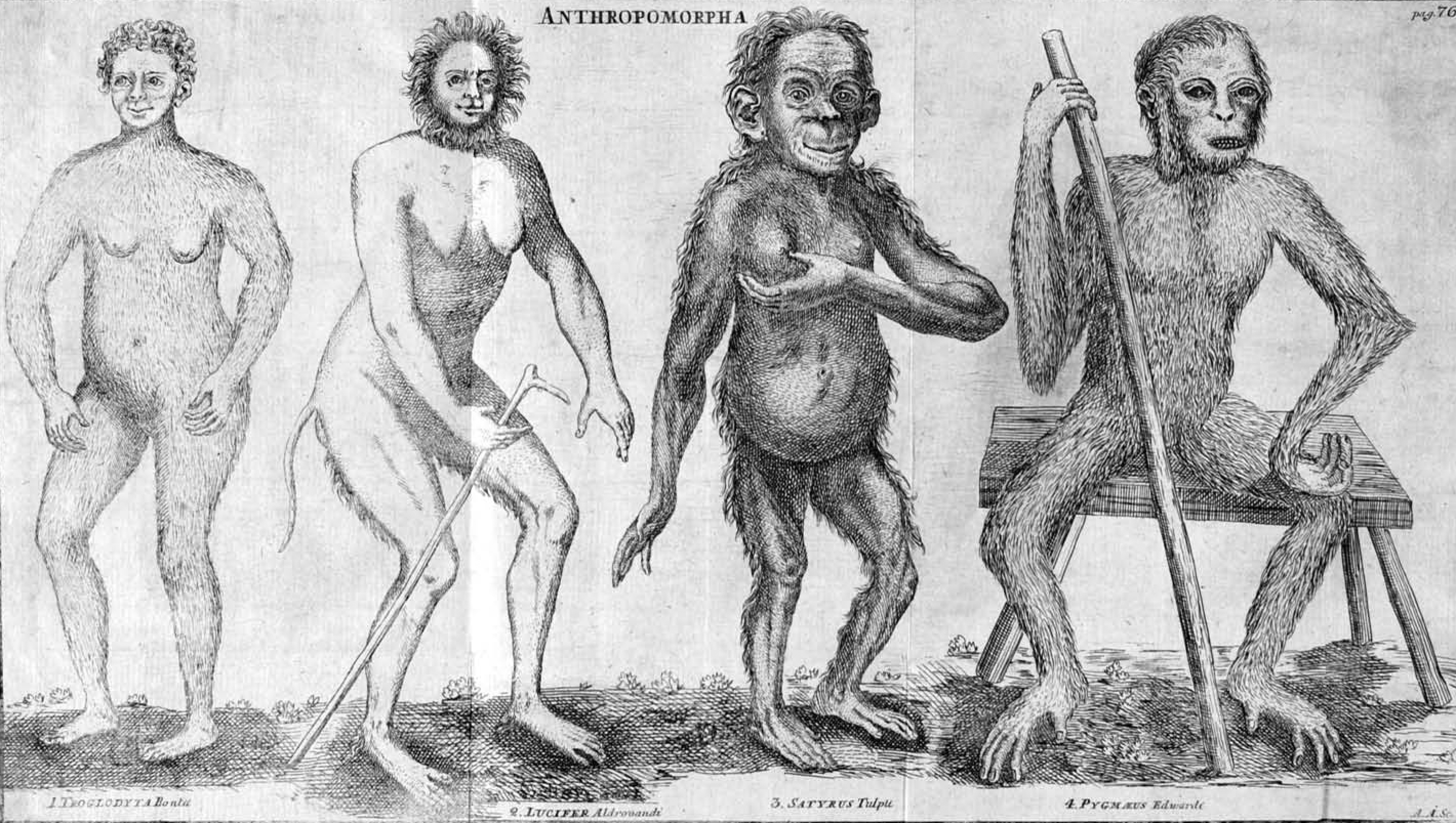
Anthropomorpha beskrivna i Hoppius' Amoenitates Academicae (1763)
1. Troglodyta Bontii, 2. Lucifer Aldrovandi, 3. Satyrus Tulpii, 4. Pygmaeus Edwardi

I Systema Naturae lade Linné till en andra art i släktet Homo, som byggdes på en beskrivning av Jacobus Bontius från en publikation från 1658: Homo troglodytes ("grottmänniska") och gav ut en tredje 1771: Homo lar. Den svenska historikern Gunnar Broberg har hävdat att de nya människoarter Linné beskrev i själva verket var apor eller ursprungsbefolkning som var klädda i hudar för att skrämma bort koloniala bosättare, vars utseende har överdrivits i de skildringar som slutligen nått Linné.  
I de fem första utgåvorna av Systema Naturae, återfanns flera välkända sagodjur som fenix, drake och mantikora, samt kryptider som satyrus. Linné samlade upp alla dessa i en egen kategori som han döpte till Paradoxa.
Broberg påstår att Linné försökte erbjuda en naturlig förklaring till dessa och därmed avmystifiera vidskeplighetens tankevärld. Några av varelserna försökte Linné att avslöja myten bakom, som han tidigare gjort med hydran. Linné skrev, angående de påstådda kvarlevorna av drakar, att de antingen härstammade från ödlor eller rockor. I fallet Homo troglodytes bad han det Svenska Ostindiska Kompaniet att söka efter en sådan, men de hittade inga tecken på dess existens. Homo lar har senare beskrivits som Hylobates lar, vilket är en art av gibbon.
I Amoenitates academicae (1763) definierar han Homo anthropomorpha som en övergripande term för en rad olika människoliknande mytologiska varelser, inklusive Troglodyte, Satyr, Hydra och Phoenix. Han hävdade att dessa varelser inte bara faktiskt existerade, utan i själva verket var felaktiga beskrivningar av verkliga apliknande varelser.
Linné beskrev också i Systema Naturæ, kategorin Homo ferus som en "fyrfota, stum, hårig" människovarelse. Denna kategori omfattade olika förvildade barn från historien som Linné kände från litteraturen: Juvenis Lupinus hessensis (vargpojken från Hessen), Juvenis hannoveranus (Peter i Hannover) och Puella Campanica (vild-flicka från Champagne).

#### Människotyper
I den första upplagan av Systema Naturae delade Linné in människoarten i fyra olika typer baserat på kontinent och hudfärg: "Europæus albescens" (vitaktig europé), "Americanus rubescens" (rödaktig amerikan), "Asiaticus fuscus" (brunaktig asiat) och "Africanus nigriculus" (svartaktig afrikan). I senare upplagor ändrades färgkaraktärerna till bestämd form: vit, röd, brun och svart. I den tionde upplagan återgav han detaljerade karaktärsdrag för varje människotyp, baserat på antika idéer om de fyra temperamenten, och ändrade beskrivningen av asiaternas hudfärg till “luridus” (gul). Han skapade även papperskorgstaxonet "Monstrosus" där "vilda och monstruösa människor, okända grupper och mer eller mindre abnorma människor” fick ingå. I denna kategori placerades människor med deformerade huvuden från Kina och Kanada, "alpdvärgar", "patagonska jättar" och påstått entestiklade khoikhoi, liksom sävlika europeiska flickor med snörda midjor. De fem kategorierna tilldelades grekiska bokstäver, varav α betecknade Americanus.
Linné använde aldrig ordet "ras" för sin uppdelning av människan och det är oklart om några av de egenskaper som anges betraktades som ärftligt oföränderliga, och kroppsliga egenskaper, personlighetsdrag och klädsel blandas. I senare upplagor av Systema Naturae tilldelades de fyra människokategorierna olika egenskaper. Americanus var koleriska, röda, enkla, ivriga och stridslystna. Afer var sluga, flegmatiska, svarta, långsamma, avslappnade och försumliga. Asiaticus var melankoliska, gula, stela, allvarliga och giriga. De har löst sittande kläder. Europaeus var sangviniska, bleka, muskulösa, snabba, smarta och uppfinningsrika. De har åtsittande klädsel. Som framgått tilldelades varje kategori ett av de fyra antika temperamenten, något som troligen är en spekulation baserad på hudfärg i enlighet med den antika läran om de fyra kroppsvätskorna.
Under 2000-talet har Carl von Linnés taxonomi av mänskliga "raser" problematiserats och diskuterats. Vissa kritiker hävdar att Linné var en av förfäderna till vetenskaplig rasism, medan andra anser att även om hans klassificering var stereotyp, så innebar det inte att vissa mänskliga "raser" var överlägsna.

## Korrespondens
Carl von Linné brevväxlade med ett stort antal lärda män, både inom och utanför Sverige. Särskilt känd är hans livslånga vänskap med Abraham Bäck i Stockholm, som han ofta kallade "Min Kiäreste Hr Broder". Det finns bevarat över 500 brev, vilka Linné skrev till Bäck. Han höll även kontakt med ett flertal idag mindre kända svenska lärda män, ofta mångsysslare med intresse för botanik, som i vissa sammanhang har kallats för hans lärjungar, exempelvis Gustaf Fredrik Hjortberg ifrån Vallda söder om Göteborg.

## Eftermäle

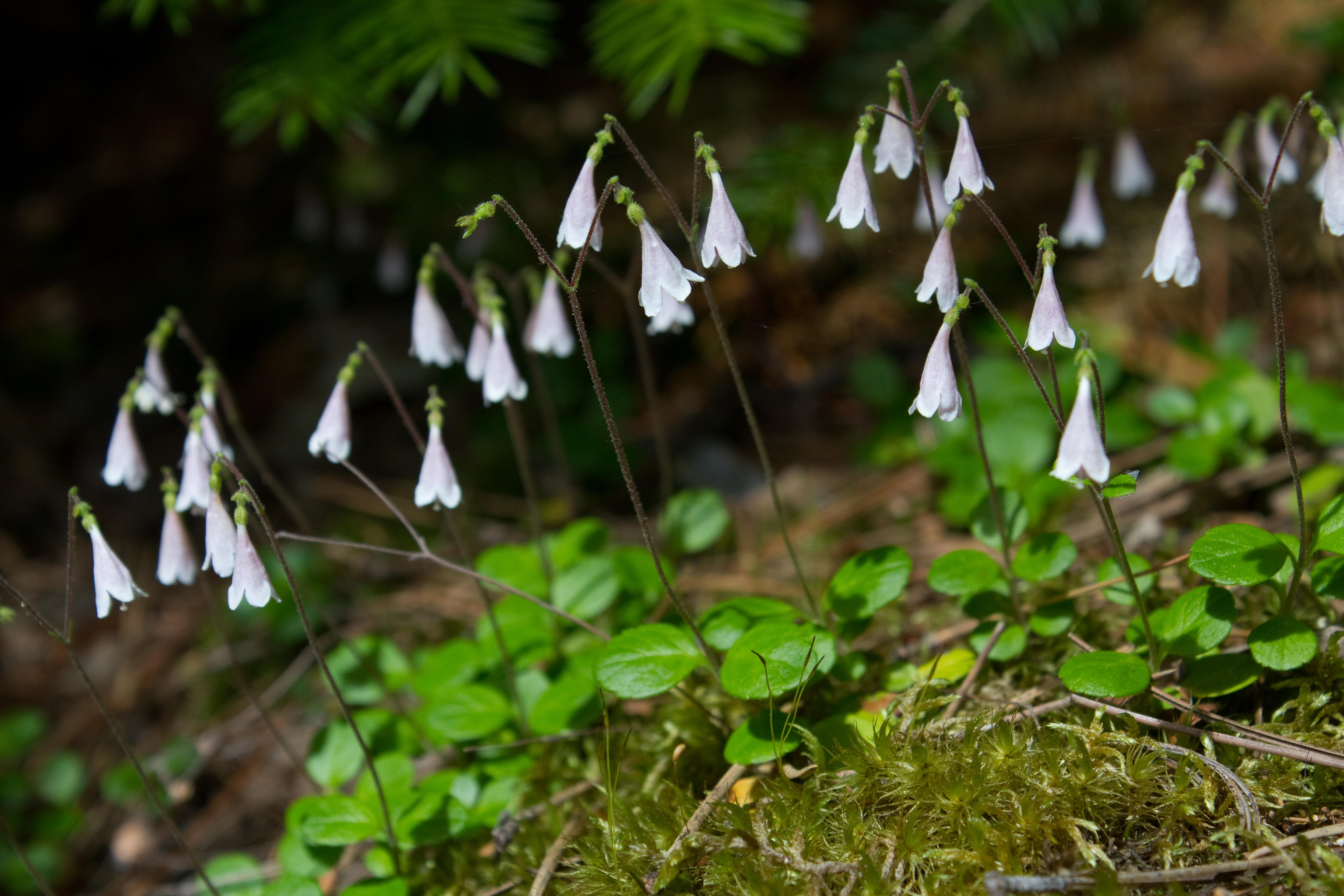
Linnéa, här växande i Turtle River Provincial Park, Ontario, Kanada.

Ingen enskild person har satt större prägel på den biologiska systematiken än Linné. Hans stora betydelse beror främst på att han systematiserade samtliga organismer som var kända i hans tid. De systematiska reglerna som Linné uppfann var inte de enda tänkbara och inte heller nödvändigtvis de bästa. Men Linné hade med sin outtröttliga arbetsinsats beskrivit samtliga arter efter ett systematiskt regelverk. Detta har ingen annan klarat vare sig förr eller senare. Därför bestämdes det att Linnés arbeten skulle utgöra startpunkten för det internationella systematiska regelverket som med några ändringar fortfarande är i bruk. Närmare bestämt utgör Linnés bok Species plantarum (1753) den första publikationen med giltiga beskrivningar av växter medan den tionde utgåvan av Systema naturae (1758) är den första publikationen med giltiga beskrivningar av djur (tillsammans med Svenska spindlar (1757) av Carl Alexander Clerck).
Vid sidan av oräkneliga artnamn har några av Linnés regler bevarats:
- Alla arter har ett vetenskapligt namn med två delar (släktnamn plus artepitet).
- Alla nya arter ska beskrivas i en tryckt publikation med angivelser om diagnostiska egenskaper, fyndplats, en allmän beskrivning med mera.
- Alla beskrivningar av nya arter ska ange en typ, det vill säga ett konserverat exemplar, som bevaras på en angiven plats (vanligtvis en naturhistorisk samling vid ett museum), så att det kan undersökas av andra systematiker.
- Alla arter ska klassificeras i högre kategorier.

I Sverige utges bokverket Nationalnyckeln till Sveriges flora och fauna som är ett arbete i Linnés ära att undersöka, kartlägga och ge arterna (svenska) namn. Verket ska, på en populär men vetenskaplig väg, beskriva alla de 50 000 nordiska arter av djur, svampar och växter. Minst 30 000 blir beskrivna utförligt i text och bilder.

### Filateli
Till Kungliga Vetenskapsakademiens 200-årsjubileum utgav Postverket 2 juni 1939 fyra minnesfrimärken. Carl von Linné hedrades med valörerna 15 öre rödbrun (upplaga 177 485 000) och 50 öre grå (upplaga 2 471 000). De andra två märkena i serien tillägnades Jöns Jacob Berzelius. År 1978 utgavs ett frimärkshäfte med 6 frimärken i valören 1:15. Motiven visar Brösarps backar, Skärfläckor på Öland, slipstenstillverkning i Dalarna, Linnea Borealis, Rödstenskleven på Kinnekulle samt Linné i lappdräkt. I samband med Linnéfirandet 2007 utgav Posten flera frimärken, dels för inrikes brev (Linnea Borealis), dels för utrikes försändelser (11:-, Linnéporträtt), senare även ett frimärksblock med två motiv i valören 11:-. Dessa visar bananplantan respektive majäpple.

### Numismatik
Carl von Linné prydde framsidan på den hundrakronorssedel som började tryckas år 1985 och som var giltig fram till 30 juni 2017. Både sedelns fram- och baksida har uteslutande bilder förknippade med Linnés arbete. Han fanns även på baksidan på den tidigare svenska femtiokronorssedeln och har även funnits på äldre svenska sedlar.
Svenska Medaljgillet gav 1978 ut en medalj i silver och brons – gestaltad av skulptören Olle Adrin – till 200-årsminnet av Linnés död. Framsidan återger Linnés ansiktsprofil i relief på en yta av årsringar från ett träd märkt med födelseåret 1707, dödsåret 1778 och minnesåret 1978.
Diverse ytterligare Linné-medaljer finns med i en virtuell utställning på Uppsala universitets myntkabinetts hemsida.

### Världsarv
I samband med Linnéjubileet 2007 föreslogs fem Linnéminnen tillföras på Unescos lista över världsarv.
- Linnés Råshult i Stenbrohults socken, Älmhult
- Karolinerhuset i Växjö
- Linnéträdgården i Uppsala
- Linnés Hammarby i Danmarks socken, Uppsala kommun, Uppsala län[199]
- Barockträdgården och Linnéanum i Botaniska trädgården, Uppsala

### Linnéuniversitetet
Linnéuniversitetet bildades 1 januari 2010 som en sammanslagning av Växjö universitet och Högskolan i Kalmar.

### Den linneanska prästgårdstraditionen
Som inspektor för Smålands nation uppmanade Carl von Linné studenterna att hålla föredrag om sina hembygders natur och kultur, i stället för abstrakta spekulationer. Den förste som lydde rådet var Samuel Krook. Så uppkom vad som kallats ”den linneanska prästgårdstraditionen”, med representanter som Carl Areskog, Gotthard Virdestam och Göte Haglund.

### Statyprotester

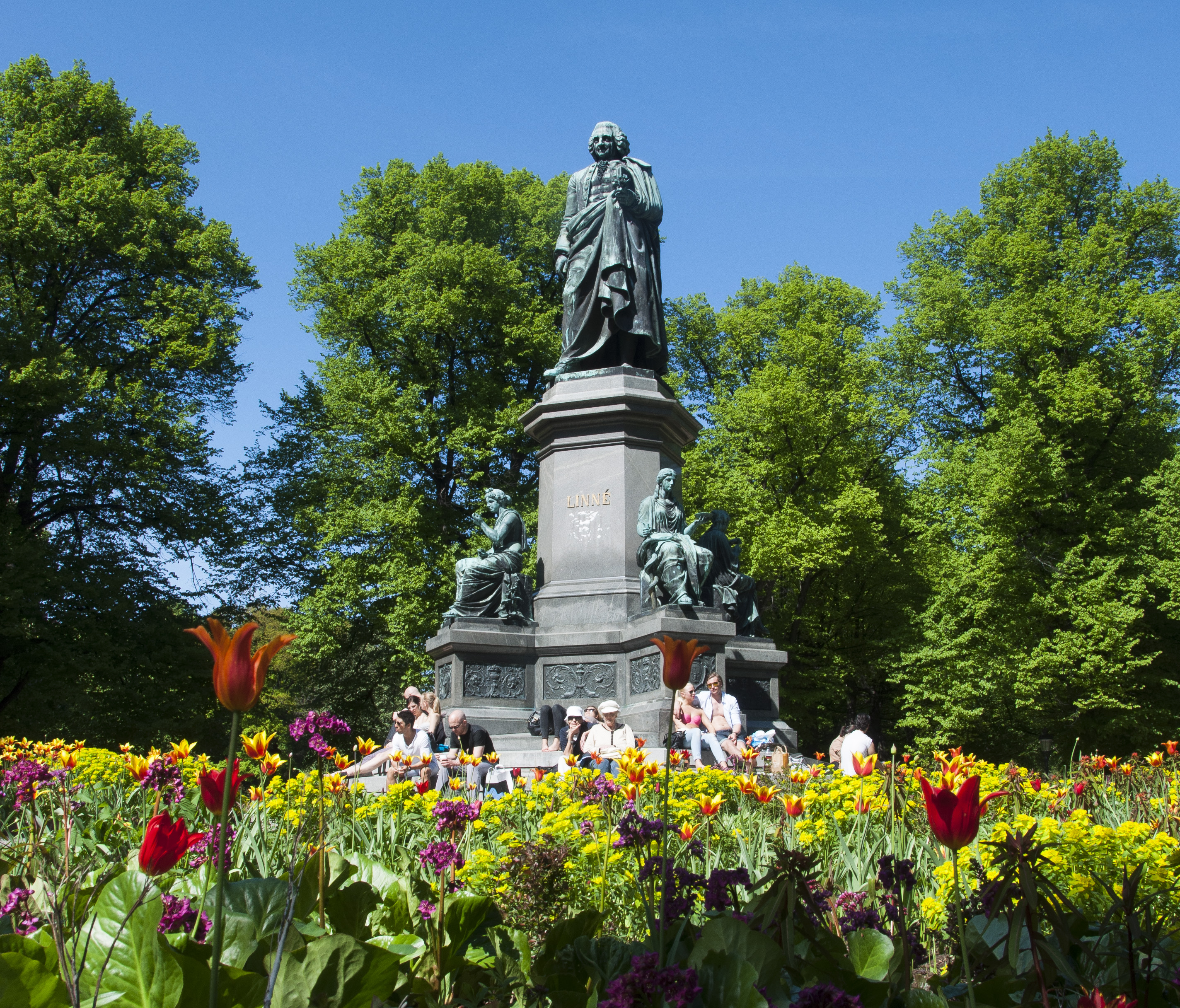
Linnémonumentet i Stockholm.

Carl von Linné uppmärksammades i svenska medier under sommaren av 2020, efter att Black Lives Matter-protester i USA föranlett namninsamlingar och inlägg på sociala medier som uppmanade till att ta bort statyer till minne av Linné. De som argumenterade för att statyerna skulle tas bort erbjöd ofta motiveringen att detta skulle innebära ett fördömande av den rasistiska aspekten av Linnés klassificeringssystem och de sätt på vilka hans arbete konsekvent bidrog till antagandet av koloniala tankesätt och världsbilder. Till exempel skrev journalisten Henrik Arnstad i Aftonbladet att "Linné var en av världshistoriens centrala, mest inflytelserika och viktigaste rasistiska ideologer. I alla fall enligt den internationella rasismforskningen, som ger Linnés inflytande stort utrymme i vetenskaplig litteratur." I en namninsamling hävdades att svenska studenter “endast fått läsa en tydligt vinklad historia om den sida av Carl som lärde oss om blåsippor och granar”, och att Linnés "ord har blivit citerade när folk har förklarat varför de dödat, torterat, förslavat, utplånat…"

### Astronomi
Nedslagskratern Linné på månen och asteroiden 7412 Linnaeus är uppkallade efter honom.

## Namn
På de flesta av sina publikationer använde han den latiniserade formen Carolus Linnæus (som brukade stå i genitiv, alltså Caroli Linnæi). Efter det att han adlats 1757, tog han namnet Carl von Linné. På några av publikationerna latiniserades detta i sin tur till Carolus a Linné. Namnet han i dag vanligtvis omtalas under är Carl von Linné (bland annat på svenska, norska, danska och tyska). I den biologiska systematiken använder man däremot formen Carolus Linnaeus, och på engelska Carl Linnaeus.
I angivelser av vetenskapliga artnamn inom botanik förkortas hans namn till "L." – punkttecknet obligatoriskt – som är det internationellt fastställda auktorsnamnet för honom.  Linné är den ende vars auktorsnamn kan förkortas till endast en bokstav. I äldre publikationer kan ibland förkortningen "Linn." förekomma. Auktorsnamnen Linné, alternativt Linnaeus gäller bara inom zoologi.